# The Amazing Race Latinoamérica 2014
The Amazing Race Latinoamérica 2014 (también conocido en pantalla como The Amazing Race Ecuador o The Amazing Race en Space 4) fue la sexta temporada de la versión latinoamericana del reality estadounidense The Amazing Race. La competencia estuvo conformada por 11 equipos con diferentes nacionalidades, sin embargo la carrera se realizó únicamente en los lugares más exóticos y extremos de Ecuador. La transmisión del programa se hizo, nuevamente en 2014, a través de la señal hispanoamericana de Space, incluyendo a TC Televisión, como nueva cadena en transmitir el programa para Ecuador. El premio fue de US$ 100.000 para el equipo ganador, US$ 150.000 menos de los que habían entregado en los 5 años anteriores.
El programa fue nuevamente conducido por Toya Montoya en compañía del ecuatoriano Jaime Arellano. Y ésta fue la primera vez en el mundo que este formato ha sido presentado por una dupla de conductores cuando históricamente lo conducía una sola persona.

## Producción
El casting para esta temporada se realizó desde el 1 de mayo hasta el 10 de julio de 2014 para Latinoamérica. El 28 de julio se hizo el lanzamiento oficial del programa a la prensa con la respectiva presentación de los 11 equipos en competencia. La filmación comenzó el 29 de julio y finalizó el 26 de agosto de 2014.

## Emisión
El estreno de la nueva temporada fue el 5 de octubre de 2014 por TC Televisión para Ecuador y el 6 de ese mismo mes por Space para Latinoamérica, finalizando el 28 y 29 de diciembre, respectivamente.

## Resultados
Los siguientes equipos participan en la carrera, con sus relaciones en el momento de la filmación. Se debe tomar en cuenta que esta tabla no es necesariamente un reflejo de todos los contenidos emitidos en la televisión debido a la inclusión o exclusión de algunos datos.
| Equipo                 | Relación          | Posiciones (por etapa) | Posiciones (por etapa) | Posiciones (por etapa) | Posiciones (por etapa) | Posiciones (por etapa) | Posiciones (por etapa) | Posiciones (por etapa) | Posiciones (por etapa) | Posiciones (por etapa) | Posiciones (por etapa) | Posiciones (por etapa) | Posiciones (por etapa) | Posiciones (por etapa) | Obstáculos realizados     |
| Equipo                 | Relación          | 1                      | 2                      | 3                      | 4                      | 5                      | 6                      | 7                      | 8                      | 9                      | ⊂10⊃                   | 11                     | 12                     | 13                     | Obstáculos realizados     |
| ---------------------- | ----------------- | ---------------------- | ---------------------- | ---------------------- | ---------------------- | ---------------------- | ---------------------- | ---------------------- | ---------------------- | ---------------------- | ---------------------- | ---------------------- | ---------------------- | ---------------------- | ------------------------- |
| Juan Carlos & Giovanni | Cuñados           | 3.º                    | 7.º                    | 3.º                    | 3.º                    | 5.º                    | 5.º                    | 3.º                    | 3.º                    | 3.º                    | 1.º                    | 1.º                    | 2.º                    | 1.º                    | Juan Carlos 8, Giovanni 8 |
| Nicolás & Javier       | Socios            | 2.º                    | 8.º                    | 1.º                    | 5.º                    | 4.º                    | 3.º                    | 1.º                    | 2.º                    | 1.º                    | 3.º                    | 2.º                    | 1.º                    | 2.º                    | Nicolás 8, Javier 8       |
| Cecilia & Juan         | Hija & Padre      | 5.º                    | 9.º                    | 8.º                    | 1.ºə                   | 2.º                    | 4.º                    | 6.º                    | 5.º ⊃                  | 4.º                    | 2.º                    | 3.º                    | 3.º                    | 3.º                    | Cecilia 8, Juan 8         |
| Christian & Dina       | Amigos            | 10.º                   | 6.º                    | 5.º                    | 6.º                    | 3.º⊃                   | 2.º                    | 2.º                    | 1.º                    | 2.º                    | 4.º                    | 4.º                    |                        |                        | Christian 7, Dina 7       |
| Martín & Jenny         | Pareja            | 4.º                    | 5.º                    | 7.º                    | 4.º                    | 6.º⊂⊃                  | 6.º                    | 4.º                    | 4.º                    | 5.º                    | 5.º                    |                        |                        |                        | Martín 8, Jenny 5         |
| Stefanía & Felipe      | Matrimonio        | 1.º                    | 4.º                    | 2.º                    | 2.º                    | 1.º                    | 1.ºε                   | 5.º                    | 6.º ⊂                  |                        |                        |                        |                        |                        | Stefanía 4, Felipe 5      |
| Sonia & Gabriel        | Amigos            | 8.º                    | 1.º                    | 4.º                    | 7.º                    | 7.º ⊂                  | 7.º                    |                        |                        |                        |                        |                        |                        |                        | Sonia 4, Gabriel 4        |
| Clara & Delfina        | Hermanas          | 6.º                    | 2.º                    | 6.º                    | 8.º                    |                        |                        |                        |                        |                        |                        |                        |                        |                        | Clara 3, Delfina 2        |
| Audi & David           | Amigos            | 9.º                    | 3.º                    | 9.º                    |                        |                        |                        |                        |                        |                        |                        |                        |                        |                        | Audi 1, David 1           |
| Carlos & Orlando       | Amigos            | 7.º                    | 10.º                   |                        |                        |                        |                        |                        |                        |                        |                        |                        |                        |                        | Carlos 1, Orlando 1       |
| Ana & Vantroy          | Alumna & Profesor | 11.º                   |                        |                        |                        |                        |                        |                        |                        |                        |                        |                        |                        |                        | Ana 0, Vantroy 1          |

Leyenda
- El lugar en rojo indica que el equipo ha sido eliminado.
- El lugar en verde indica el equipo que ganó el avance rápido. Una ƒ ubicada junto al número de una etapa indica que hubo un avance rápido disponible en la etapa pero no fue utilizado.
- El lugar en azul subrayado indica aquel equipo que llegó en último lugar en una etapa no eliminatoria; sin embargo, en la próxima etapa deben pagar una multa.
- Una flecha dorada > indica el equipo que decidió utilizar el alto; la flecha contraria < indica el equipo que lo recibió; las dos flechas <> indican que durante esa etapa hubo "alto" disponible pero no fue utilizado.
- Un corchete café ⊃ o ⊃ indica el equipo que decidió utilizar el "retorno"; el corchete contrario ⊂ o ⊂ indica el equipo que lo recibió; dos corchetes ⊂⊃ indican que durante esa etapa hubo "retorno" disponible pero no fue utilizado.
- Los corchetes ⊂⊂⊃⊃ indican que durante esa etapa hubo "doble retorno" disponible pero no fue utilizado.
- Una cruz naranja + indica que hubo una "intersección" en esa etapa.
- Un símbolo rosado ε indica que el equipo decidió usar el "Pase Directo" en esa etapa. Un símbolo magenta ə indica que el equipo había recibido previamente un "Pase Directo" de otro equipo y decidió usarlo en esa etapa.
- Un ∪ naranja indica que el equipo fue sancionado por terminar último en la primera tarea de la carrera y estaban sujetos a un retorno automático en el primer desvío de la carrera.
- Los símbolos +, ^, -, *, ~ iguales indican los equipos que trabajaron juntos durante una parte de la etapa como resultado de una intersección.
- Cursiva indica el lugar que conservaban los equipos en un episodio de doble duración.
- Subrayado indica que no hubo periodo de descanso obligatorio en la parada y a todos los equipos se les ordenó seguir en la carrera a excepción del último equipo, que fue eliminado.
- Subrayado y Cursiva indica que no hubo periodo de descanso obligatorio en la parada y a todos los equipos se les ordenó seguir en la carrera (el último equipo fue sancionado con una multa para la siguiente etapa).

Notas
1. 1 2  Javier & Nicolás y Juan Carlos & Giovanni llegaron inicialmente de 1.º y 2.º . Sin embargo recibieron una personalización de 30 minutos porque modificaron sus sombreros en la última tarea. Esto no afecto su posición.
2. ↑  Antes de comenzar la etapa, Stefanía y Felipe le entregaron un pase directo a Juan y Ceci. Ellos usaron el pase directo para saltarse el desvío.
3. ↑  Juan y Ceci no conservaron su taxi, así que tuvieron que cumplir una penalización de 15 minutos.  Esto no afecto su posición.
4. 1 2  Stefanía & Felipe y Martín & Jenny llegaron inicialmente 1ros y 2dos respectivamente, pero recibieron una penalización de 30 minutos porque durante el obstáculo no lavaron la lana en el sector señalizado. De esta manera, cayeron al 4.º y 5.º puesto respectivamente.
5. ↑  Martín & Jenny llegaron inicialmente de 3.º. Sin embargo recibieron una penalización de 30 minutos porque debían tomar un autobús a cuenca y ellos tomaron un taxi.  Debido a la penalización cayeron al puesto 4.º.
6. ↑  Stefanía no realizo el obstaculo que le tocaba en la etapa 6 ya que utilizo el pase directo.
7. ↑  Sonia & Gabriel fueron retornados por Martín & Jenny. Sin embargo desistieron la tarea del desvío que debían hacer por haber sido retornados. Debido a esto recibieron una penalización de 2 horas, pero por haber llegado de ultimo lugar, no realizaron la penalización. No fueron eliminados
8. ↑  Audi & David iniciaron la etapa entre los primeros puestos. Sin embargo Audi tuvo que ser trasladada al hospital por graves problemas de salud,  el médico les afirmo que por esos motivos no podían seguir en competencia. Toya llegó al hospital y los eliminó.
9. ↑  Carlos & Orlando llegaron en último lugar. Ellos no ocuparon el sector señalizado durante el desvío, sin embargo, como llegaron en el último lugar y fueron eliminados, ninguna penalización fue aplicada.

## Premios

Ruta de la Carrera

Se entregan a los que lleguen en primer lugar en cada etapa de la carrera.
- Etapa 1: 2 Pases Directos: Uno para el equipo ganador (el cual deberá ser usado antes de acabar la etapa 8) y el otro para otro equipo (el cual deberá ser entregado al equipo favorecido antes de acabar la etapa 5).
- Etapa 2: 2 Tabletas Samsung, cortesía de Claro.
- Etapa 3: 2 Tabletas Samsung, cortesía de Claro.
- Etapa 4: 2 Tabletas Samsung, cortesía de Claro.
- Etapa 5: 2 Tabletas Samsung, cortesía de Claro.
- Etapa 6: 2 Tabletas Samsung, cortesía de Claro.

Premio especial: Christian & Dina por llegar en 2.º lugar recibieron 1 año gratis de TV por suscripción ofrecida por CNT.
- Etapa 7: 2 Tabletas Samsung, cortesía de Claro.
- Etapa 8: 2 Tabletas Samsung, cortesía de Claro.
- Etapa 9: 2 Samsung Galaxy S5

Premio especial: Christian & Dina por llegar en 2.º lugar recibieron 2 Tabletas Samsung, cortesía de Claro.
- Etapa 10:  2 Samsung Galaxy S5

Premio especial: Juan & Cecilia por llegar en 2.º lugar recibieron 2 Tabletas Samsung, cortesía de Claro.
- Etapa 11:  2 Samsung Galaxy S5

Premio especial: Javi & Nico por llegar en 2.º lugar recibieron 2 Tabletas Samsung, cortesía de Claro.
- Etapa 12: 2 Samsung Galaxy S5

Premio especial: Juan Carlos & Giovanni por llegar en 2.º lugar recibieron 2 Tabletas Samsung, cortesía de Claro.
- Etapa 13:

- Ganador: US$ 100.000.
- Segundo lugar: Viaje para 4 personas a Walt Disney World Resort en Orlando
- Tercer lugar: Boletos para 4 personas al Tren Crucero Ecuador

## Resumen de la Carrera

### Etapa 1 (Quito)

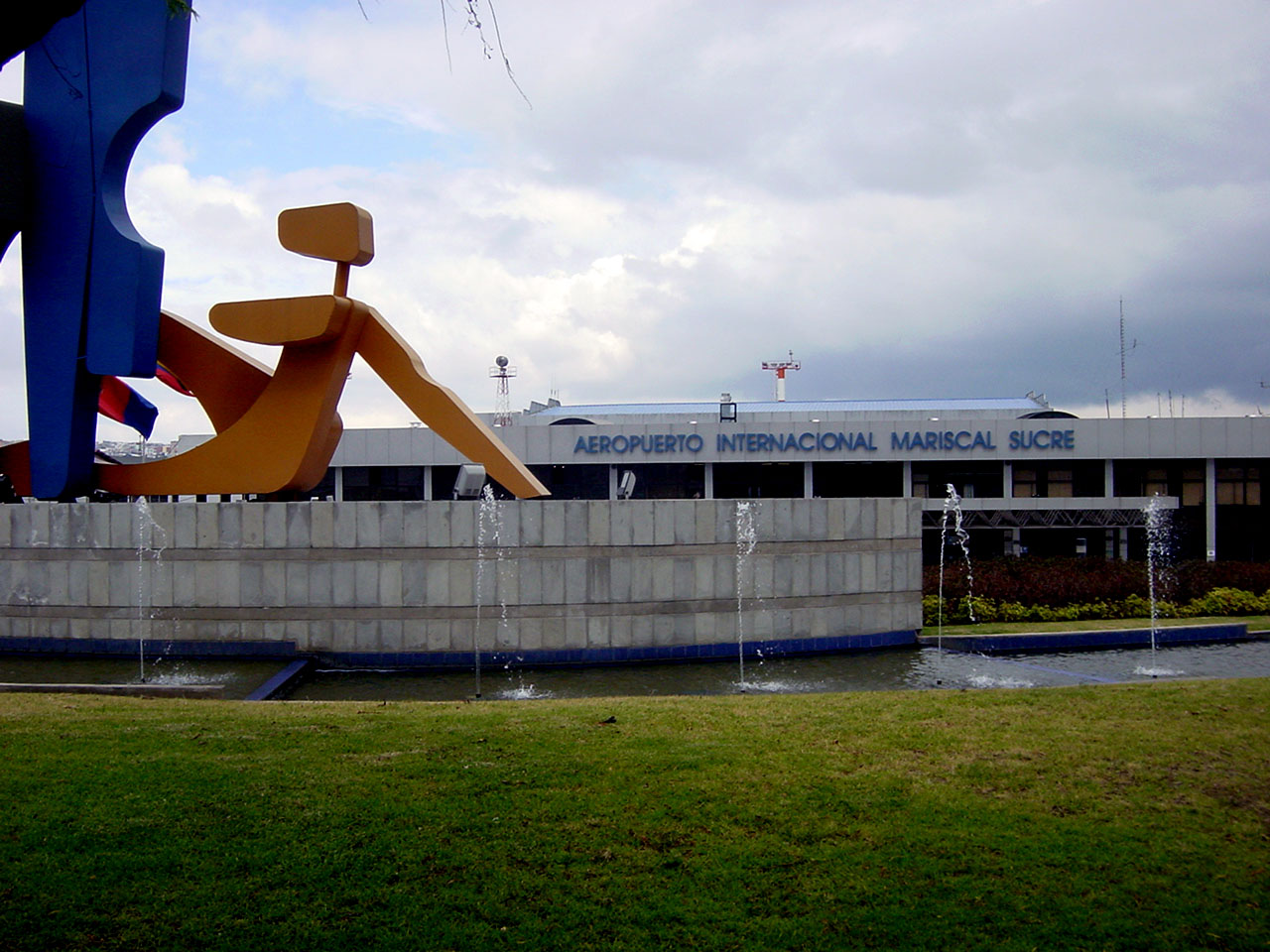
Antiguo Aeropuerto Internacional Mariscal Sucre fue el punto de partida de esta temporada.

- Quito,  Ecuador (Antiguo Aeropuerto Internacional Mariscal Sucre) (Punto de partida)
- Quito (Teleférico de Quito)
- Quito (Teleférico de Quito - Cerro Cruz Loma)
- Quito (Calle la Ronda - Morales con Joaquín Paredes)
- Quito (Bulevar 24 de mayo)
- Quito (Centro Cultural Itchimbía - Palacio de Cristal)

Obstáculo: Un integrante de cada equipo debía bajar el cerro Cruz Loma en bicicleta. El otro integrante debía bajar en teleférico hasta una zona designada, donde se reencontraría con su compañero(a).
Tareas adicionales:

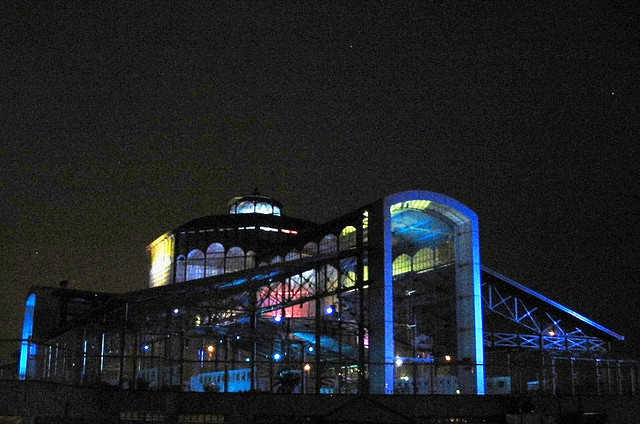
Centro Cultural Itchimbía (Palacio de Cristal) fue la parada de esta primera etapa.

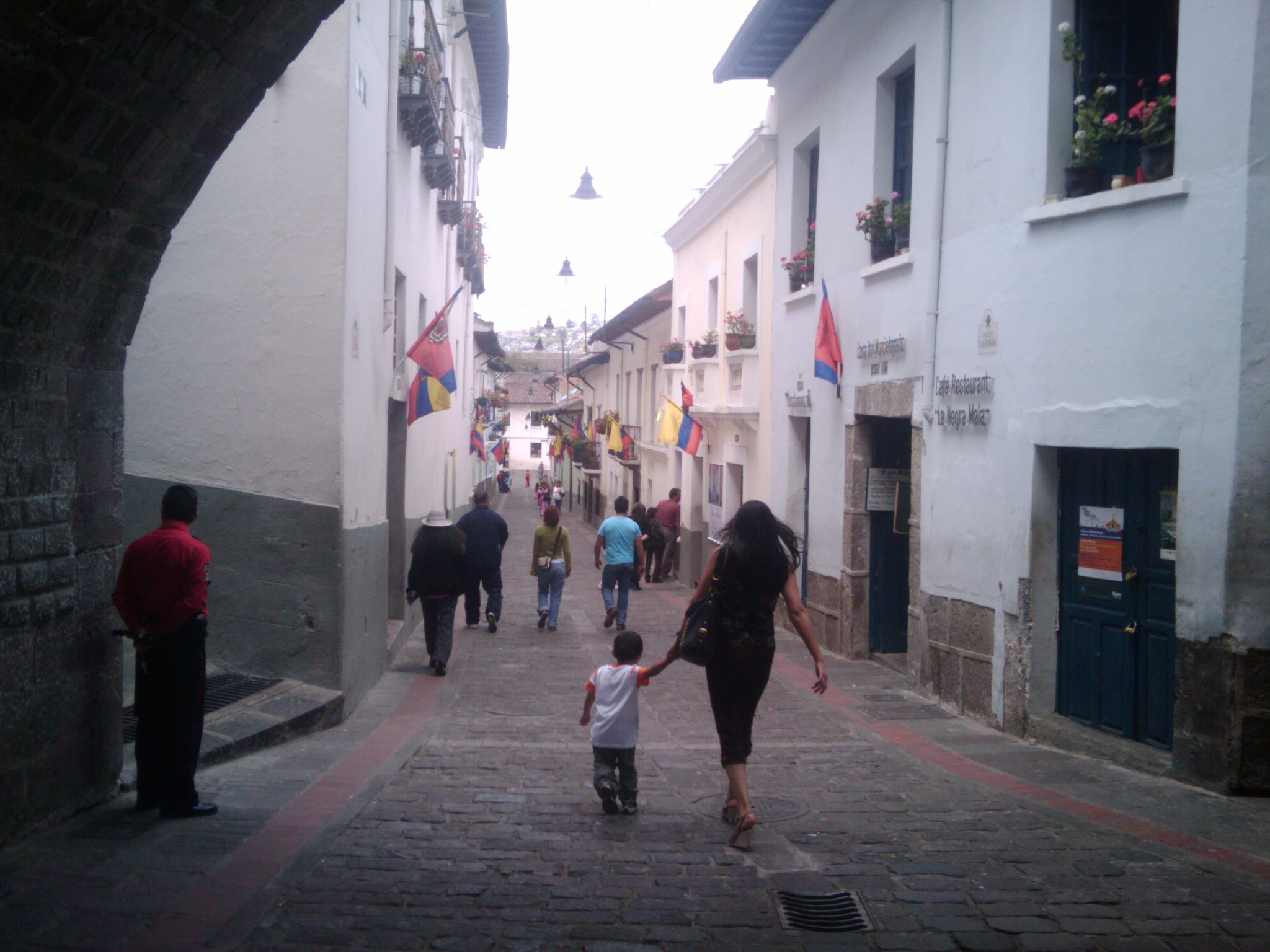
Calle La Ronda lugar visitado durante esta etapa.

- En el Aeropuerto Mariscal Sucre, los equipos debían buscar entre los bailarines folclóricos el logotipo de promoción turística de Ecuador. Una vez hallado, debían llevar al bailarín con Toya y Jaime. Si el logotipo es correcto, los equipos recibirían la siguiente pista.
- En el teleférico de Quito, los equipos debían subir hasta la estación ubicada en la cima para hallar la siguiente pista.
- En la calle La Ronda, los equipos debían trasladar un muñeco gigante (con uno de los integrantes dentro de éste) hasta el bulevar 24 de mayo. Durante el recorrido, los roles se podían intercambiar. Al final del recorrido, un hombre entregaría un Tablet con la siguiente pista.

Ganadores: Stefanía & Felipe.
Eliminados: Ana & Vantroy.

### Etapa 2 (Quito → Otavalo)

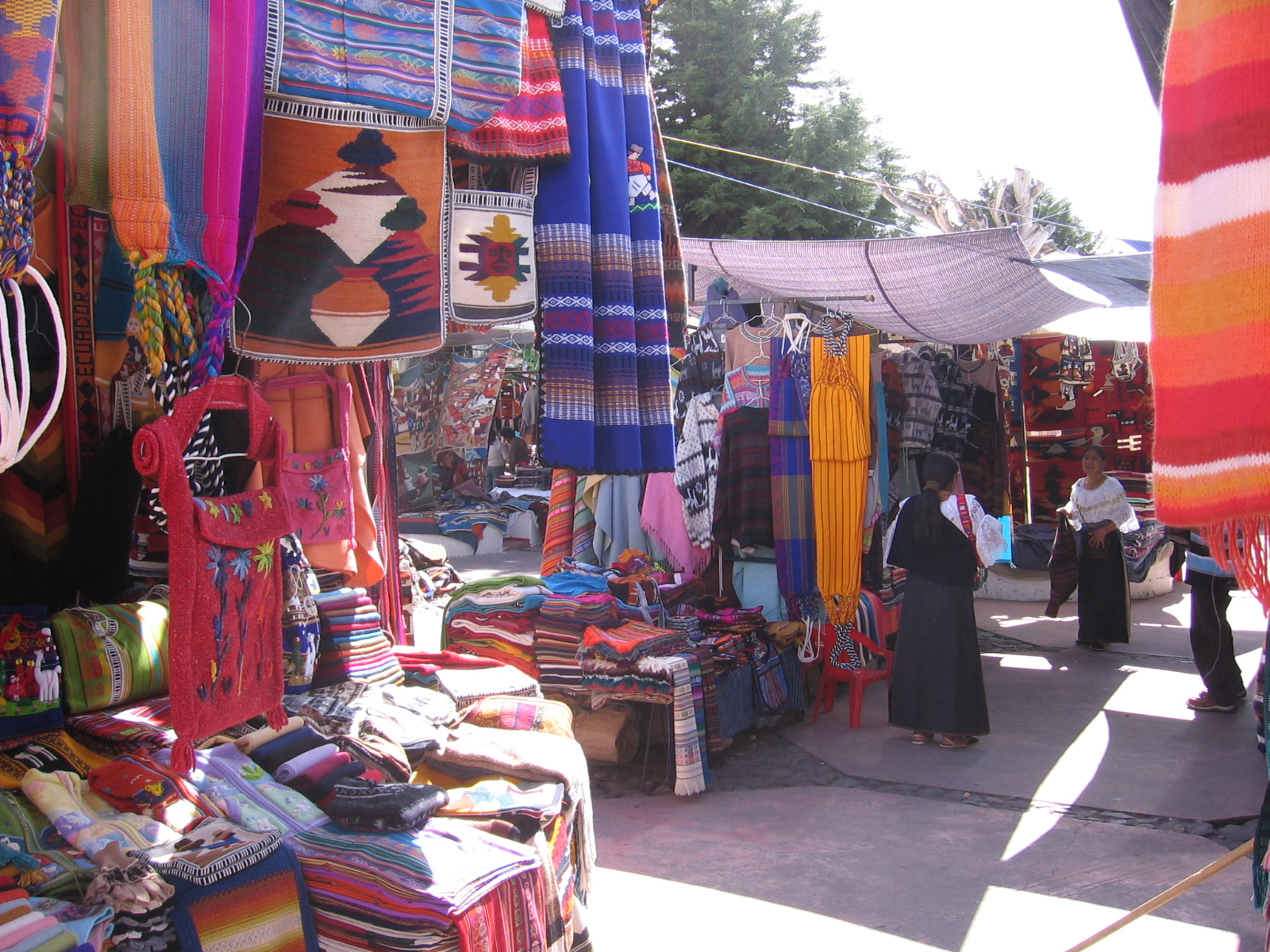
El mercado artesanal de los Ponchos fue el lugar de un desvío en esta etapa.

- Quito (Terminal terrestre) a Otavalo (Terminal terrestre)
- Otavalo (plazoleta González Suárez)
- Otavalo (mercado artesanal de los ponchos o Centro Intercultural Kinti Huasi)
- Otavalo (cascada Peguche - calendario solar Fakcha Llakta)
- Otavalo (Parque Acuático Araque)
- Otavalo (Hotel Puerto Lago)

Desvío: Armar o Tejer
Armar: Los equipos debían ir a pie hasta el mercado artesanal de los ponchos y montar un puesto de venta similar a un puesto de referencia.
Tejer: Los equipos debían ir al Centro Intercultural Kinti Huasi y tejer 4 pulseras de hilo en un telar tradicional siguiendo unos códigos específicos.
Para cada opción solo había 5 estaciones disponibles.

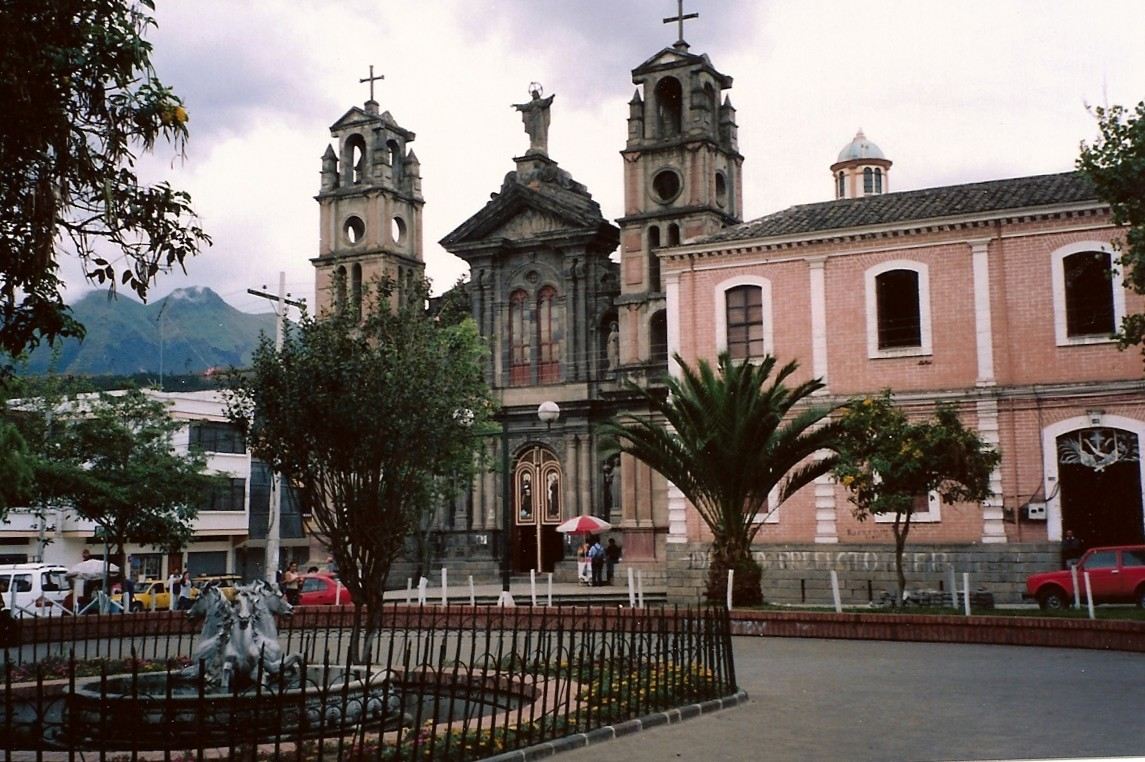
Plaza González Suárez ahí los equipos realizaron una trenza de trigo a una persona local.

Obstáculo: Poner lana en una bolsa y trasladarla según la forma tradicional hasta donde la señora Josefina, quien suministrará jabón natural (agua con sábila). Luego, llevar la lana hasta una estación señalizada para lavarla.
Tareas adicionales:
- En la plazoleta González Suárez, los equipos debían realizar una trenza de trigo a un hombre local.
- En el Parque Acuático Araque, los equipos debían ir remando en una totora hasta el Hotel Puerto Lago.

Ganadores: Sonia & Gabriel.
Eliminados: Carlos & Orlando.

### Etapa 3 (Otavalo → Machachi)

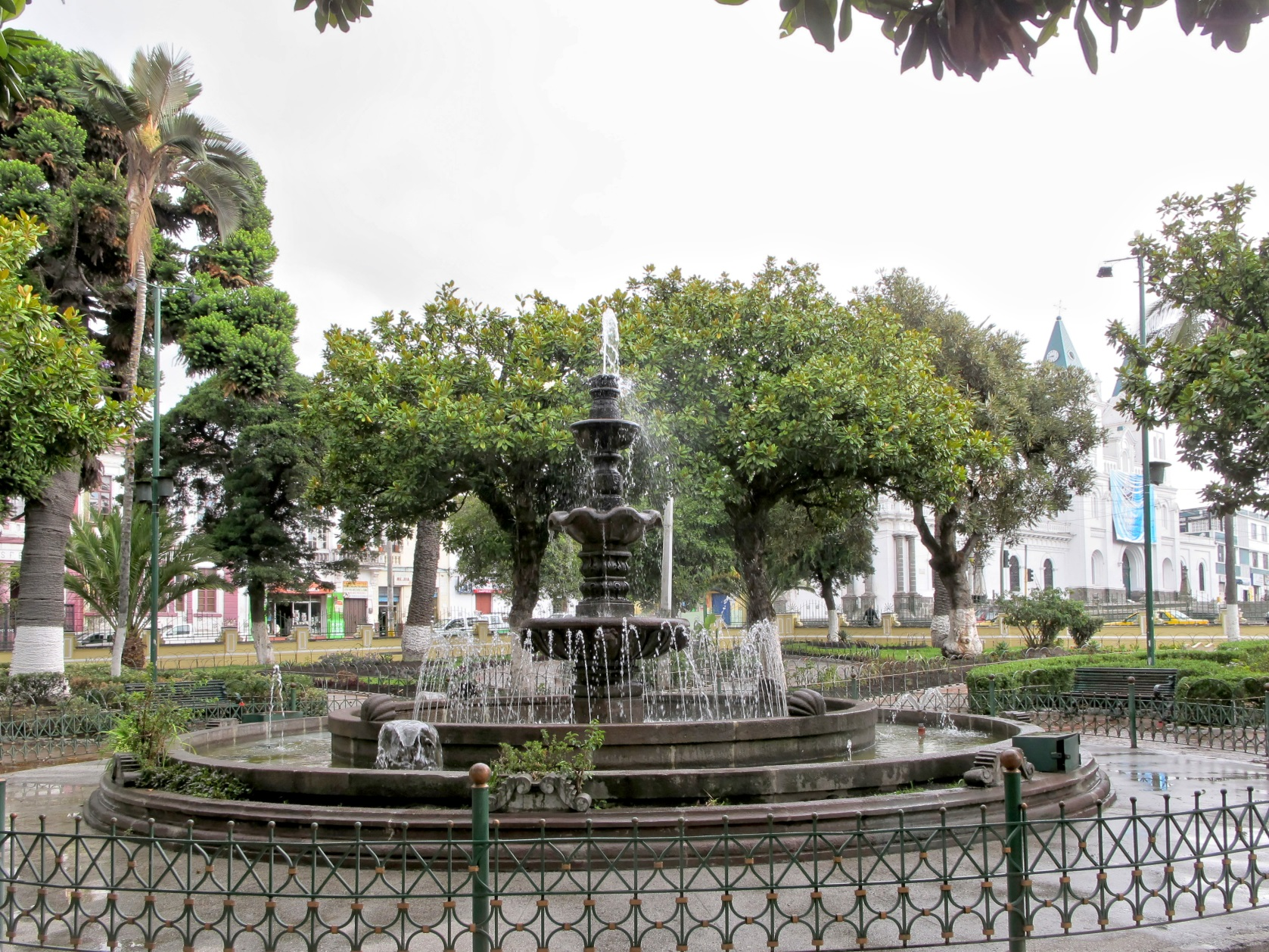
Machachi fue el tercer lugar a donde viajaron los equipos en esta competencia.

- Otavalo (Terminal terrestre) a Quito (Terminal terrestre)
- Quito (Estación de tren Chimbacalle)
- Quito (Hotel Quito)
- Quito (Estación de tren Chimbacalle) a Machachi (Estación Aloasí)
- Machachi (Granja apícola Ugshapamba)
- Machachi (Sierraloma Lodge)
- Machachi (Hacienda El Porvenir - Circuito Cotopaxi)
- Machachi (Hacienda El Porvenir - Patio)

Obstáculo 1: Un integrante de cada equipo debía realizar el circuito aéreo de Sierraloma Lodge hasta sumar 24 puntos.
Obstáculo 2: El participante que no hizo el obstáculo 1 debía completar el circuito de cuerdas Cotopaxi. Al final del circuito, debía tomar una bandera para intercambiarla por la siguiente pista. Los participantes tenían 2 minutos para completar cada tramo. Si no podían cruzar un tramo en 2 minutos, debían ceder el paso por ese tramo a otro participante.
Tareas adicionales:

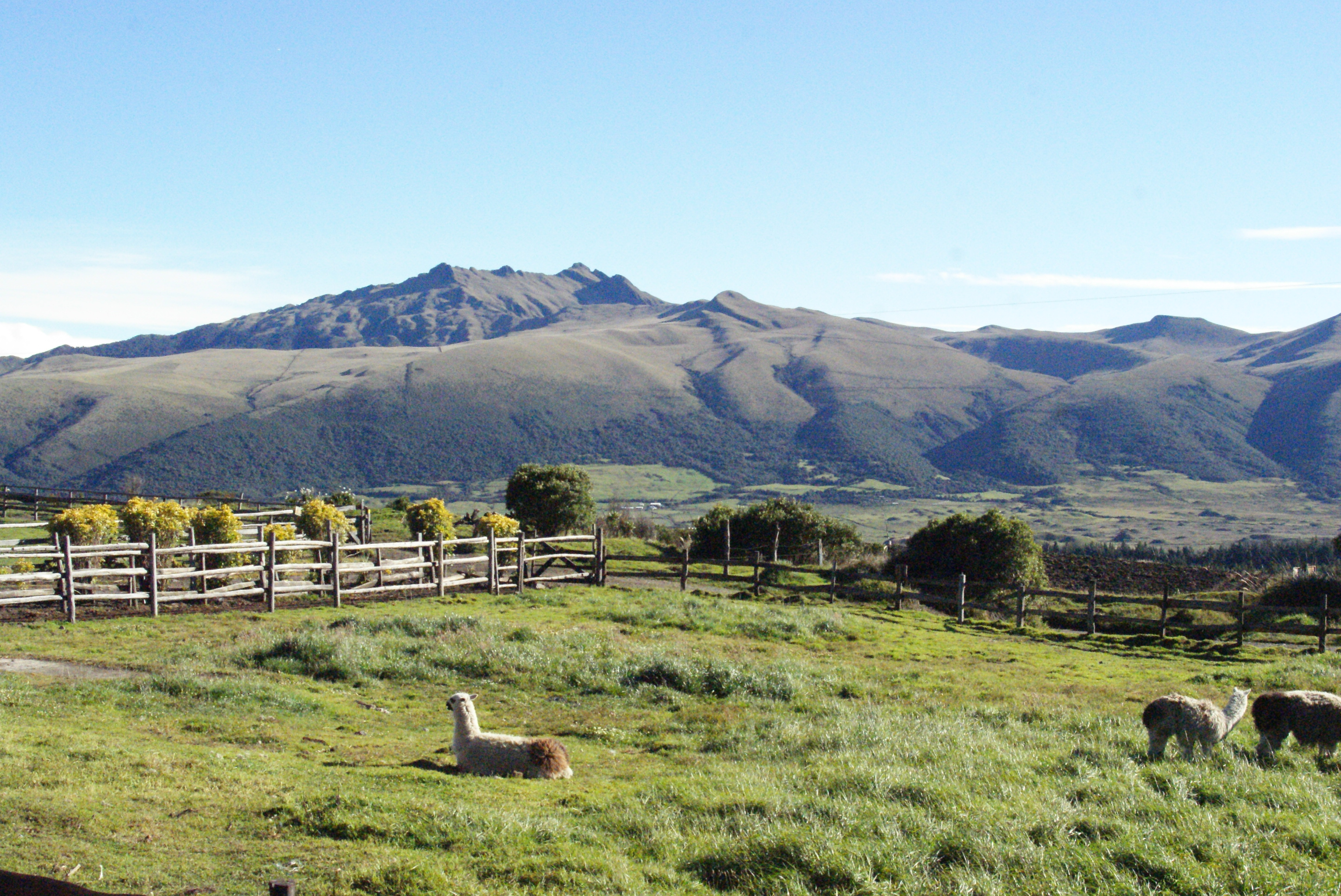
Hacienda El Porvenir fue la tercera parada de esta competencia.

- Al llegar a la Granja apícola Ugshapamba, los equipos debían llevar consigo el localizador Claro por el resto de la etapa.
- En la Granja apícola Ugshapamba, los equipos debían ir al Santuario de Abejas y construir un huerto siguiendo un diseño específico.

Ganadores: Nicolas & Javier.
Con multa: Juan & Cecilia.
Eliminados: Audi & David.

### Etapa 4  (Machachi, Hacienda El Porvenir)

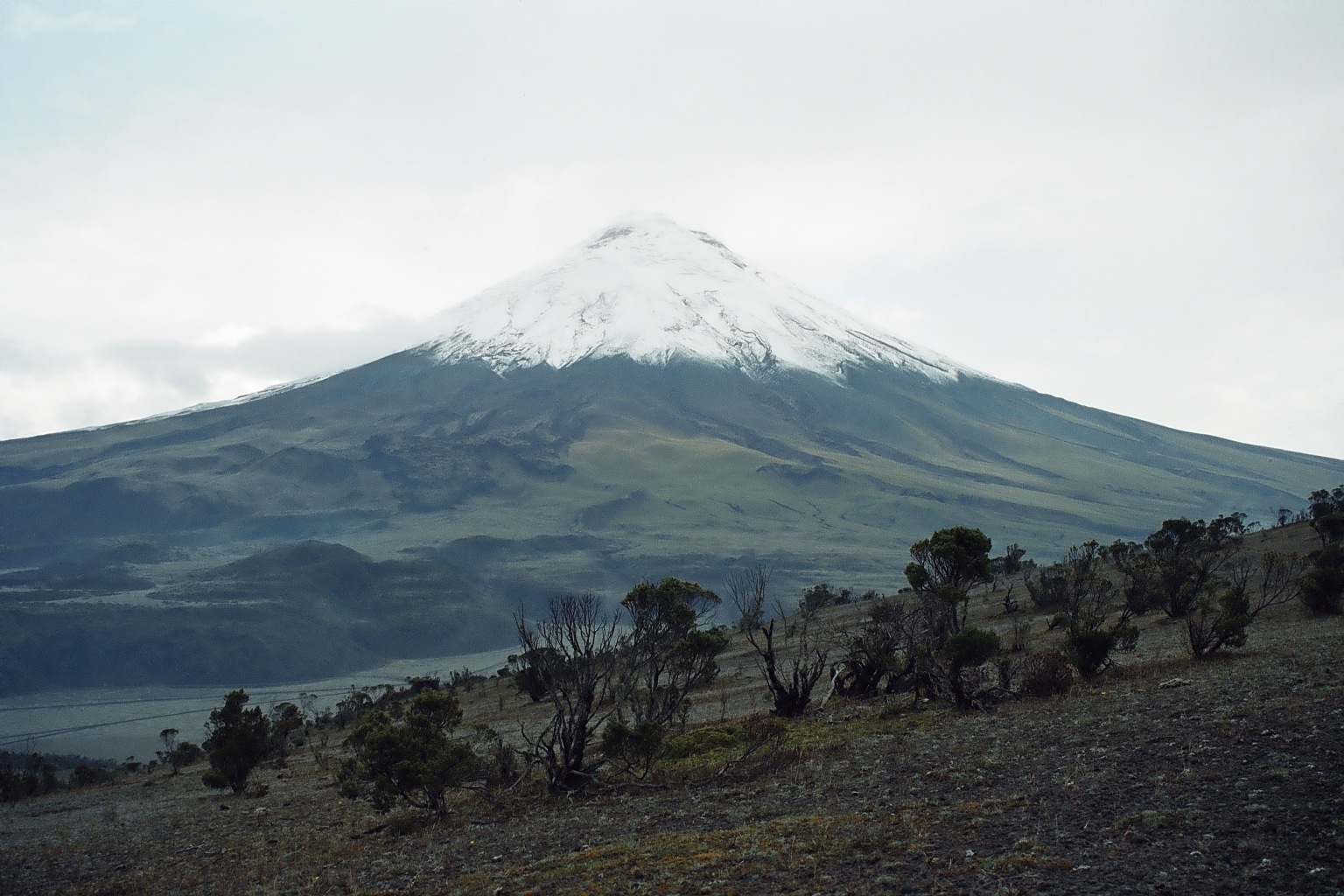
Cotopaxi (Loma del Cóndor) fue la parada de esta 4.ª etapa de la competencia.

- Machachi (Hacienda El Porvenir - vía al Embarcadero)
- Machachi (Hacienda El Porvenir - Embarcadero)
- Machachi (Hacienda El Porvenir - Bosque Nativo)
- Machachi (Hacienda El Porvenir - Potrero de la Torada)
- Machachi (Hacienda El Porvenir - Loma del Cóndor)

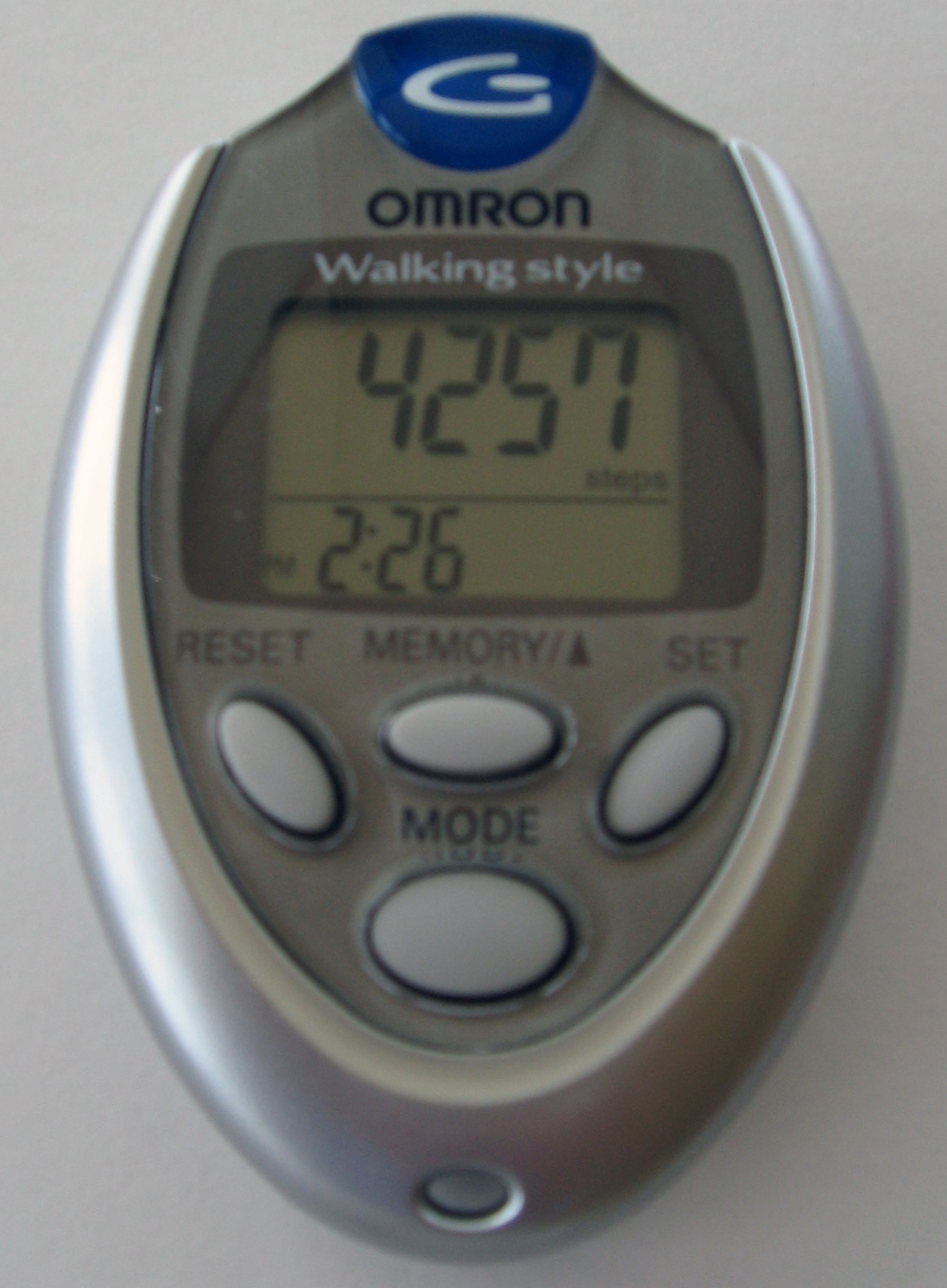
Los equipos activaron su podómetro para contabilizar los pasos que darían hasta llegar a la parada de esta etapa.

Obstáculo: Un integrante de cada equipo debía lanzar un hacha hasta incrustarla en un tronco.
Desvío: Cintas o Enlaces
Cintas: Cada integrante del equipo debía subir a un caballo y al trote tomar con una pluma una de las sortijas ubicadas en una cinta.
Enlaces: Cada integrante del equipo debía bornear una cuerda y enlazarla a la cabeza del ganado.
Multa: Juan y Ceci debían cortar pasto hasta llenar un saco completamente, terminando esa prueba podrían continuar en la competencia.
Tareas adicionales
- En el Potrero de la Torada, había que encontrar una herradura en el área delimitada e intercambiarla por la siguiente pista.
- Después de la tarea del Potrero de la Torada, había que activar el podómetro del Samsung Gear Fit e ir hasta la Loma del Cóndor, al llegar había que decir el número de pasos dados.

Ganadores Juan & Ceci.
Eliminadas Clara & Delfina.

### Etapa 5 (Cotopaxi → Baños de Agua Santa)

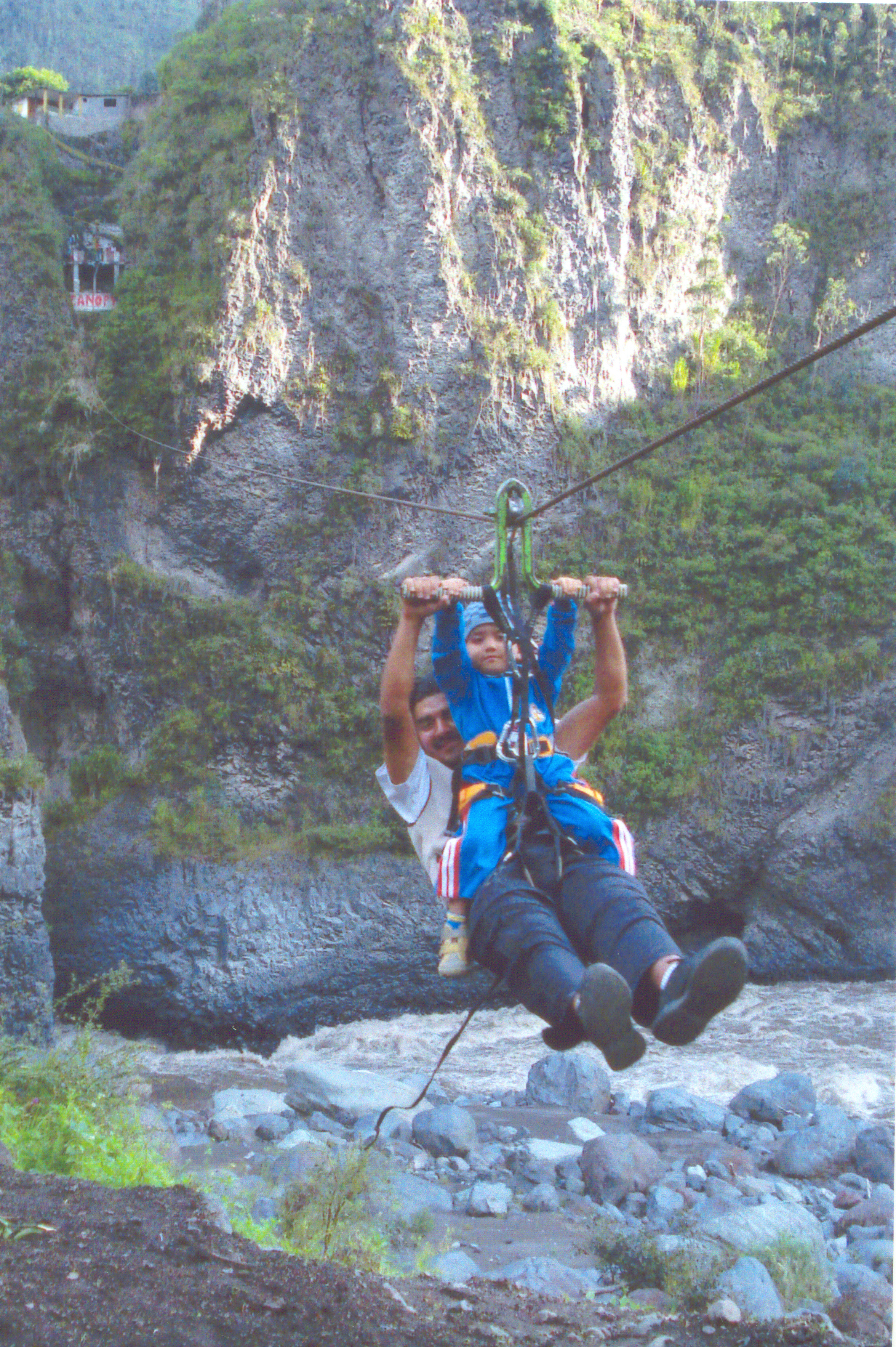
Canopy San Martín fue una parte del desvío, los equipos debían recorrer todo el canopy, para superar el desvío

- Baños de Agua Santa (Parque Sebastián Acosta)
- Baños de Agua Santa (Termas de la Virgen)
- Baños de Agua Santa (Canopy San Martín & Cascada "La Chamana")
- Baños de Agua Santa (Parque Palomino Flores)
- Baños de Agua Santa (Puente San Francisco)
- Baños de Agua Santa (Central hidroeléctrica Agoyán)

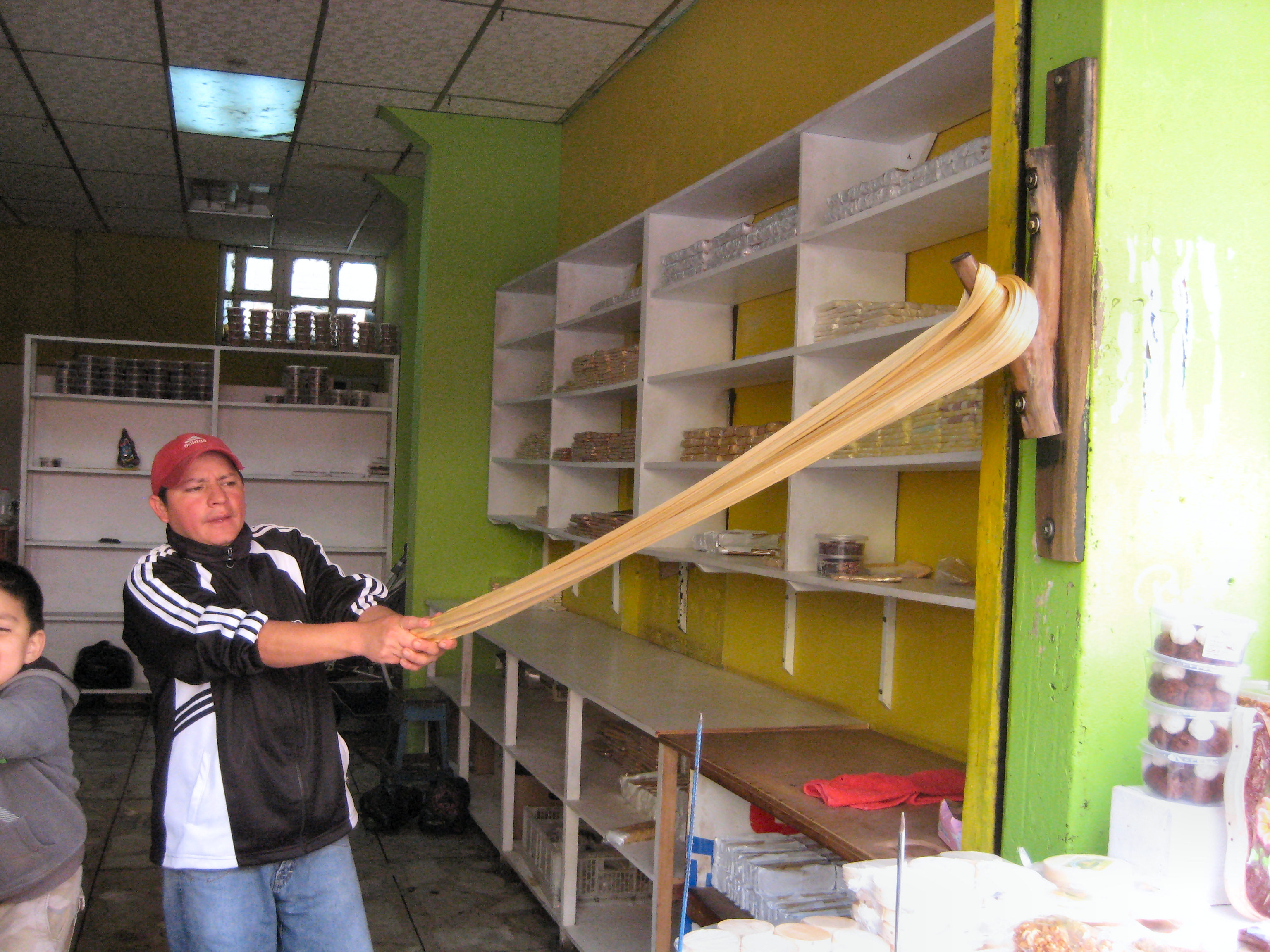
Los equipos debieron realizar 5 melcochas, y realizarlo tal como se muestra en la imagen.

Desvío: Aire o Agua
Aire: los equipos debían ir hasta Canopy San Martín, al llegar cada participante debía cruzar en canopy hacia al otro extremo y pasar el puente tibetano, luego tendrían que escalar los 80 m de altura de la ferrata y regresar en canopy hasta el final del trayecto.
Agua: los equipos se dirigirían a la Cascada "La Chamana", una vez allí cada participante debía subir la caída de agua de 22 m de altura, utilizando una cuerda fija con un sistema mecánico, cuando ambos hallan superado la prueba recibirían la siguiente pista.

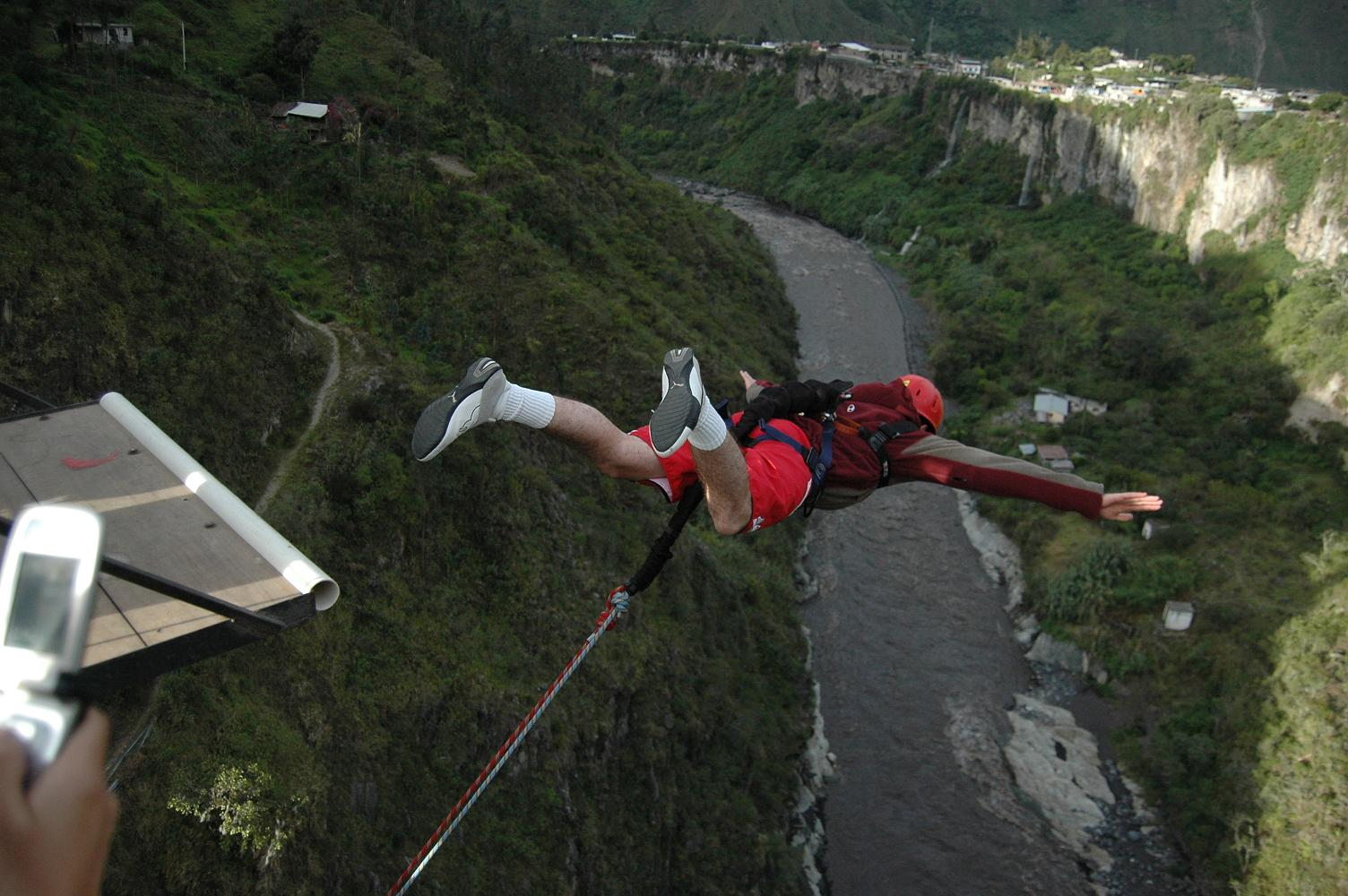
Un integrante de cada equipo debía tirarse del puenting en el Puente San Francisco de 100 m, de altura.

Obstáculo: un integrante de cada equipo debía realizar un salto de "puenting" en caída libre, desde una altura de 100 m al finalizar recibiría la siguiente pista.
Tareas adicionales

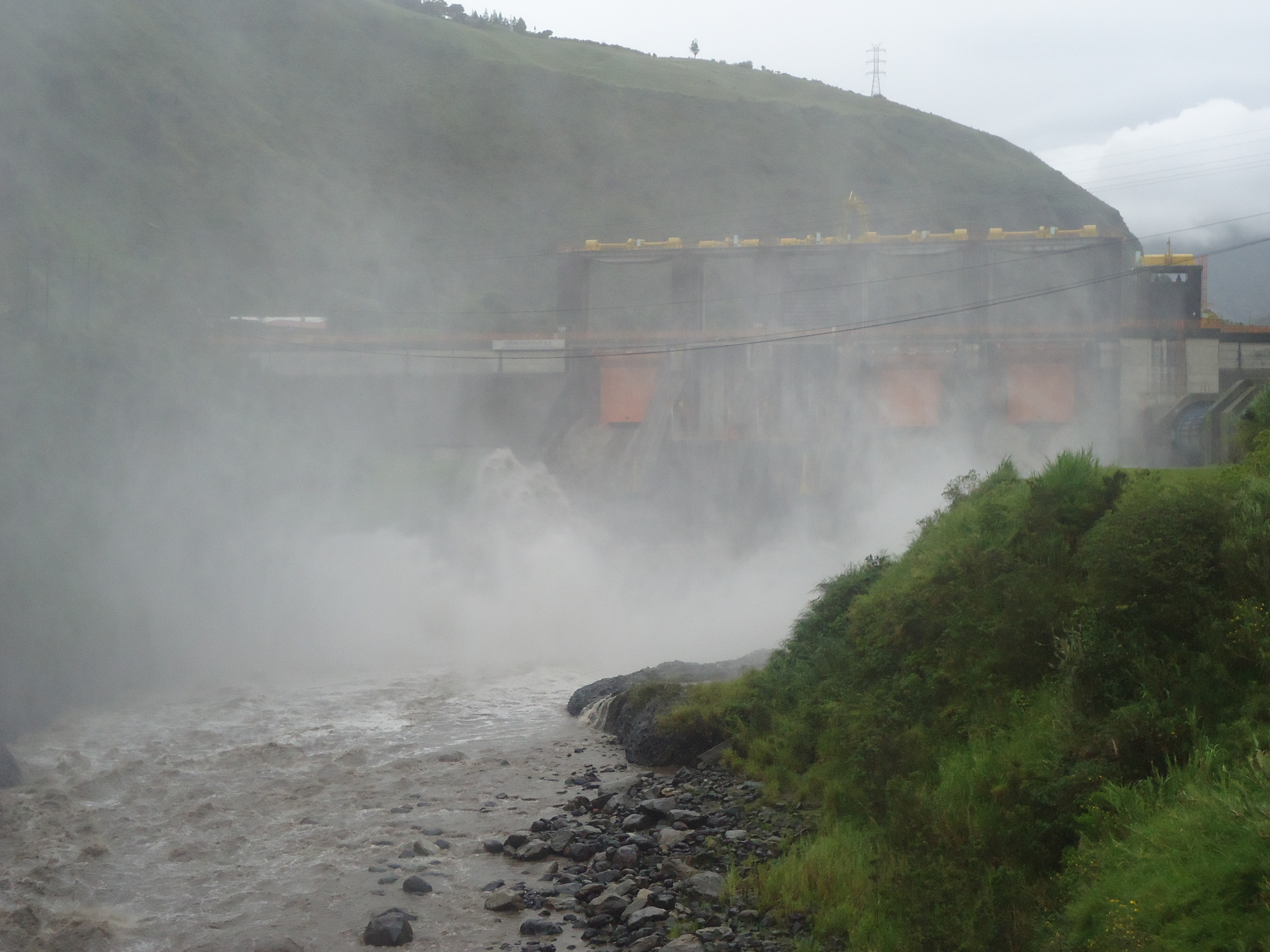
La Central hidroeléctrica Agoyán fue la parada de esta 5.ª etapa de la competencia.

- Luego de llegar al Parque Sebastián Acosta, los equipos debían dirigirse a la calle Ambato y seleccionar una de las estaciones identificadas. Una vez allí tenían que "batir" una melcocha hasta lograr el color requerido. Al conseguirlo, empacaquetarían correctamente 5 melcochas pequeñas siguiendo el modelo de referencia. Cumplida la tarea, un juez les entregaría la siguiente pista.

Ganadores: Stefanía & Felipe.
Con multa: Sonia & Gabriel.

### Etapa 6 (Baños de Agua Santa → Mera)

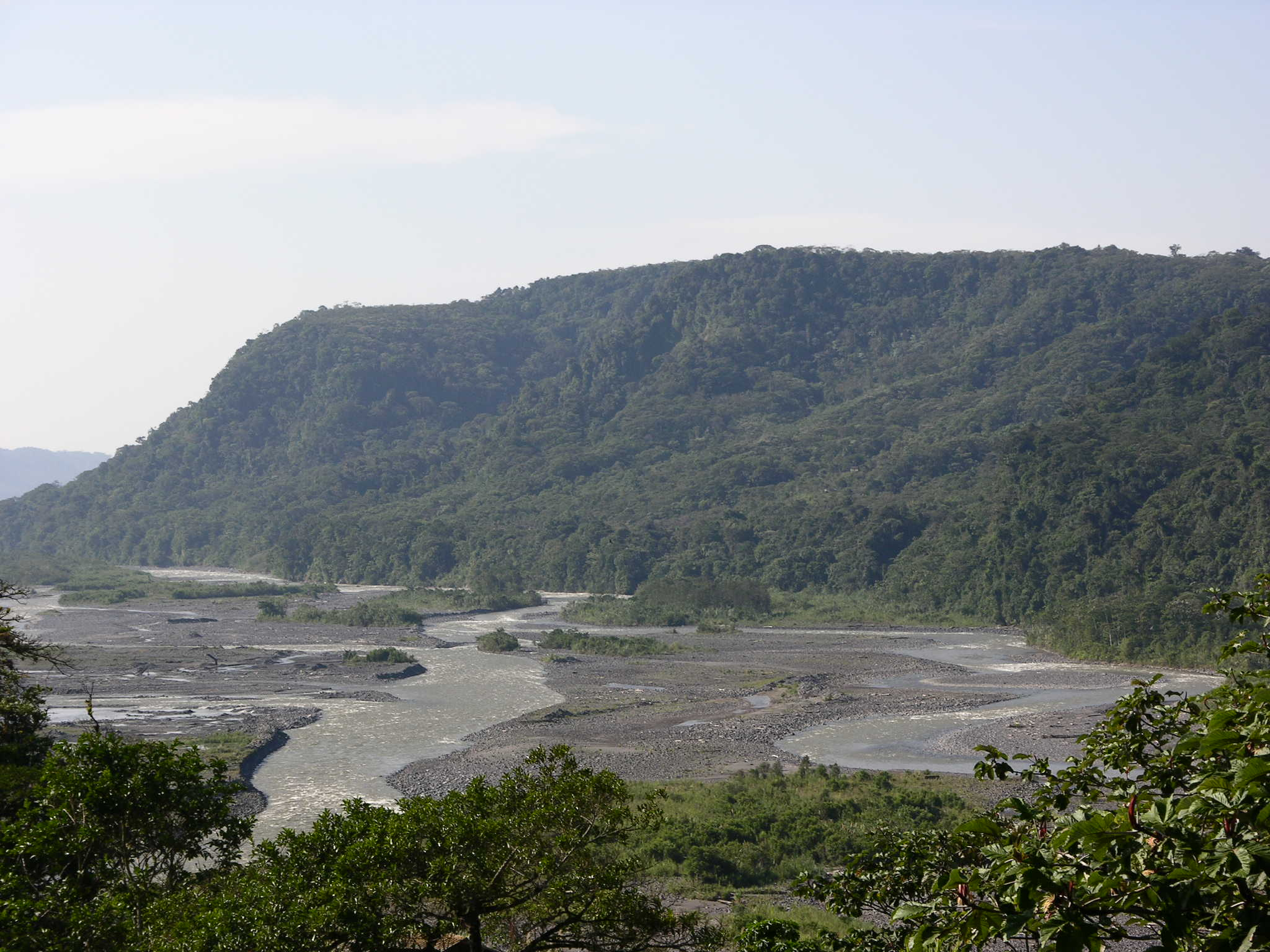
El Río Pastaza fue un lugar que formó parte de esta etapa.

- Mera (Confluencia de los ríos Alpayacu y Pastaza)
- Mera (Cabaña presidencial)
- Mera (Yaicuna)
- Mera (Campo de Entrenamiento Iwia)
- Mera (Casa del Árbol)

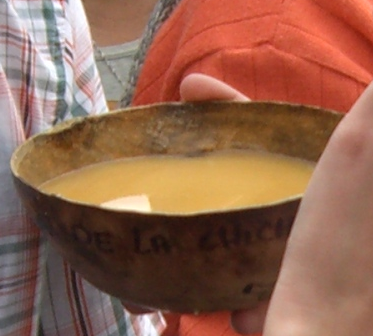
Chicha es una bebida que tomaron los equipos en el ritual Shuar.

Obstáculo 1: un integrante de cada equipo debía disparar una típica pukuna (cerbatana típica) hasta acertar al objetivo, al conseguirlo un juez les entregaría la siguiente pista.
Obstáculo 2: el participante que no realizó el obstáculo 1, debía comer 5 chontacuros vivos y comerlos en su totalidad, cumplido el obstáculo un juez les entregaría la siguiente pista.

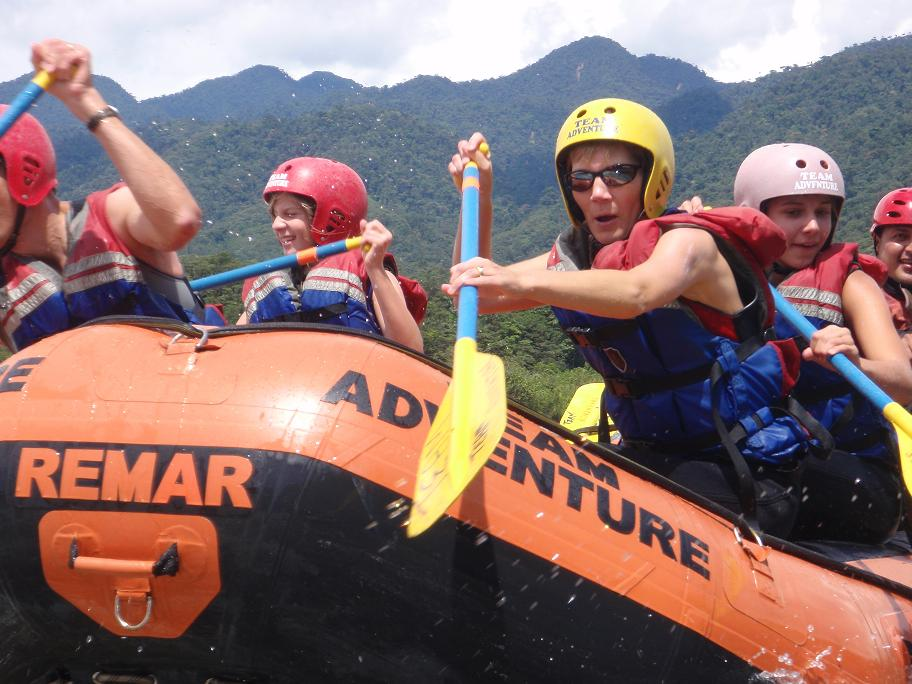
Los equipos debían trasladarse en Rafting hasta la Cabaña Presidencial.

Multa: Sonia y Gabriel debían aprender un ritual de bienvenida de los "Guerreros Amazónicos", al lograrlo podían continuar en la competencia.
Tareas adicionales
- Luego de haber llegado a la confluencia entre el río Alpayacu y el río Pastaza, los equipos debían trasladarse en rafting hasta la "Cabaña Presidencial" y participar en un ritual Shuar (que involucraba pintura corporal y consumo de chicha), cumplida la tarea recibirían la siguiente pista.

- En el Campo de Entrenamiento Iwia, los equipos debían descender el "Salto del Ángel" y dirigirse a pie hasta la pista Ñaupak. Una vez allí debían superar el exigente circuito de entrenamiento de selva Iwia, al finalizar el recorrido recibirían una tablet Claro con la siguiente pista.

Ganadores: Stefanía & Felipe
Eliminados: Sonia & Gabriel

### Etapa 7 (Mera → Riobamba)

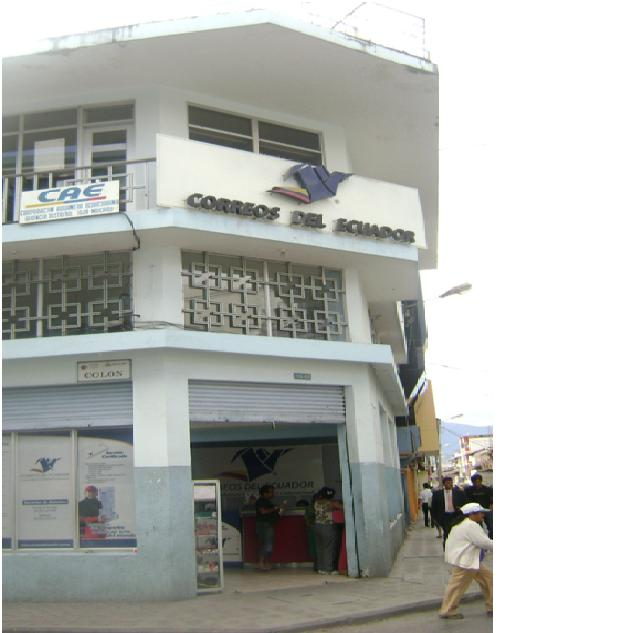
Correos del Ecuador fue un lugar visitado en esta etapa.

- Baños (Terminal terrestre) a Riobamba (Terminal terrestre)
- Riobamba (Correos del Ecuador)
- Riobamba (Sector Cordillera de la Comunidad Chimborazo)
- Riobamba (Chorrera Alta)
- Riobamba (Chimborazo Lodge Marco Cruz)
- Riobamba (Reserva de Producción de Fauna Chimborazo)

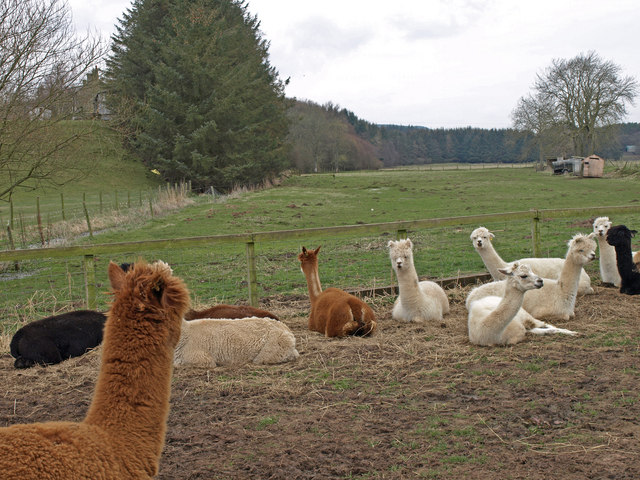
En el desvío, los equipos debían arriar llamas (alpacas) de un corral a otro.

Desvío: Hielero o Arriero
Hielero: los equipos debían dirigirse a la estación de hielos, en la entrada del Lodge, al llegar cada integrante debía cargar uno de los emblemáticos hielos del Chimborazo y trasladarse a pie por el "Camino del Inca" hasta encontrarse con el hielero, cumplido el objetivo recibirían la próxima pista.
Arriero: los equipos debían trasladarse a un corral señalizado, una vez allí un arriero les entregaría dos llamas que debían arriar hasta el siguiente corral, cumplido el objetivo recibirían la próxima pista.

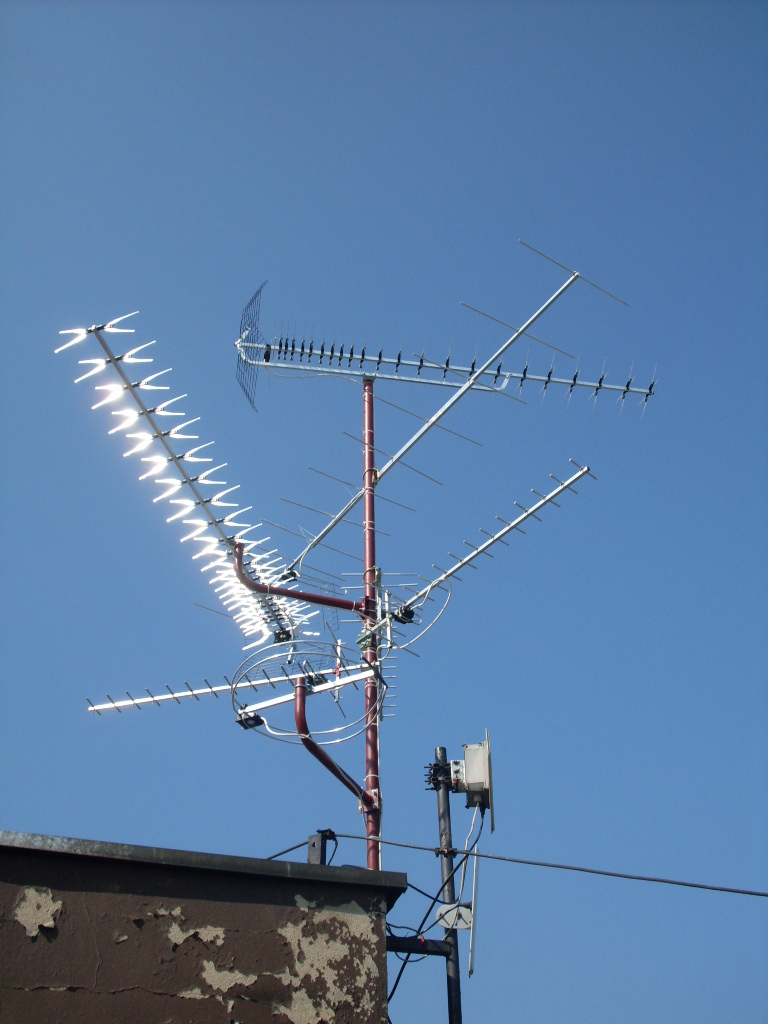
Los equipos debían colocar una antena (imagen), y sintonizar el canal TC.

Obstáculo: un integrante de cada equipo debía descender 60 metros en rápel hasta la base de un cañón, al llegar a la superficie, recibiría la siguiente pista.
(El integrante que no realizó el obstáculo recibiría una bandera y debía dirigirse a una zona señalizada y ondear la bandera provista para indicarle a su compañero que podía comenzar el descenso).
Tareas adicionales
- Al llegar a Correos del Ecuador, los equipos utilizarían una llave para abrir un casillero de correo, en su interior encontrarían un Samsung S5 que contenía la próxima pista.
- Al llegar al Sector Cordillera de la Comunidad Chimborazo, los equipos debían buscar una casa señalizada de la Comunidad. Al conseguirla debían instalar una antena de televisión provista y sintonizar el canal TC, cumplida la tarea recibirían la siguiente pista.

Ganadores: Nicolas & Javier
Con multa: Juan & Cecilia

### Etapa 8 (Riobamba → Cuenca)

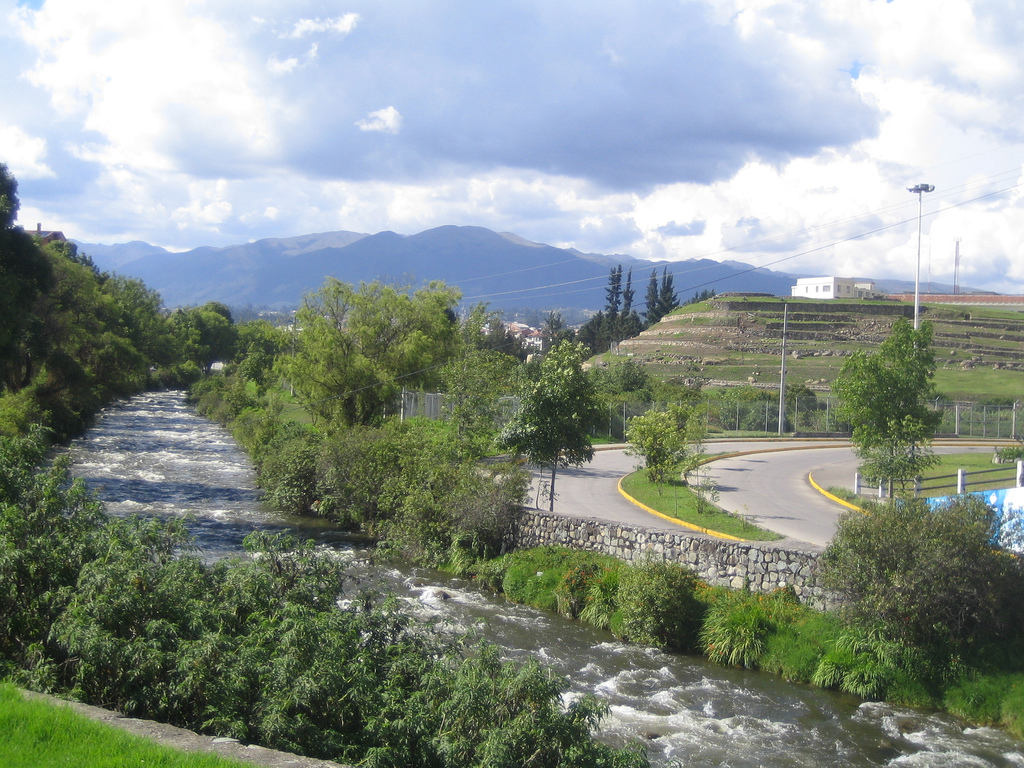
Las Ruinas de Pumapungo fue la parada de esta etapa.

- Riobamba (Terminal terrestre) a Cuenca (Terminal terrestre)
- Cuenca (Parque San Blas)
- Cuenca (Hotel Oro Verde)
- Cuenca (Plaza de las Flores & Plaza del Otorongo)
- Cuenca (Parque de la Madre)
- Cuenca (Centro Cultural Circo Social)

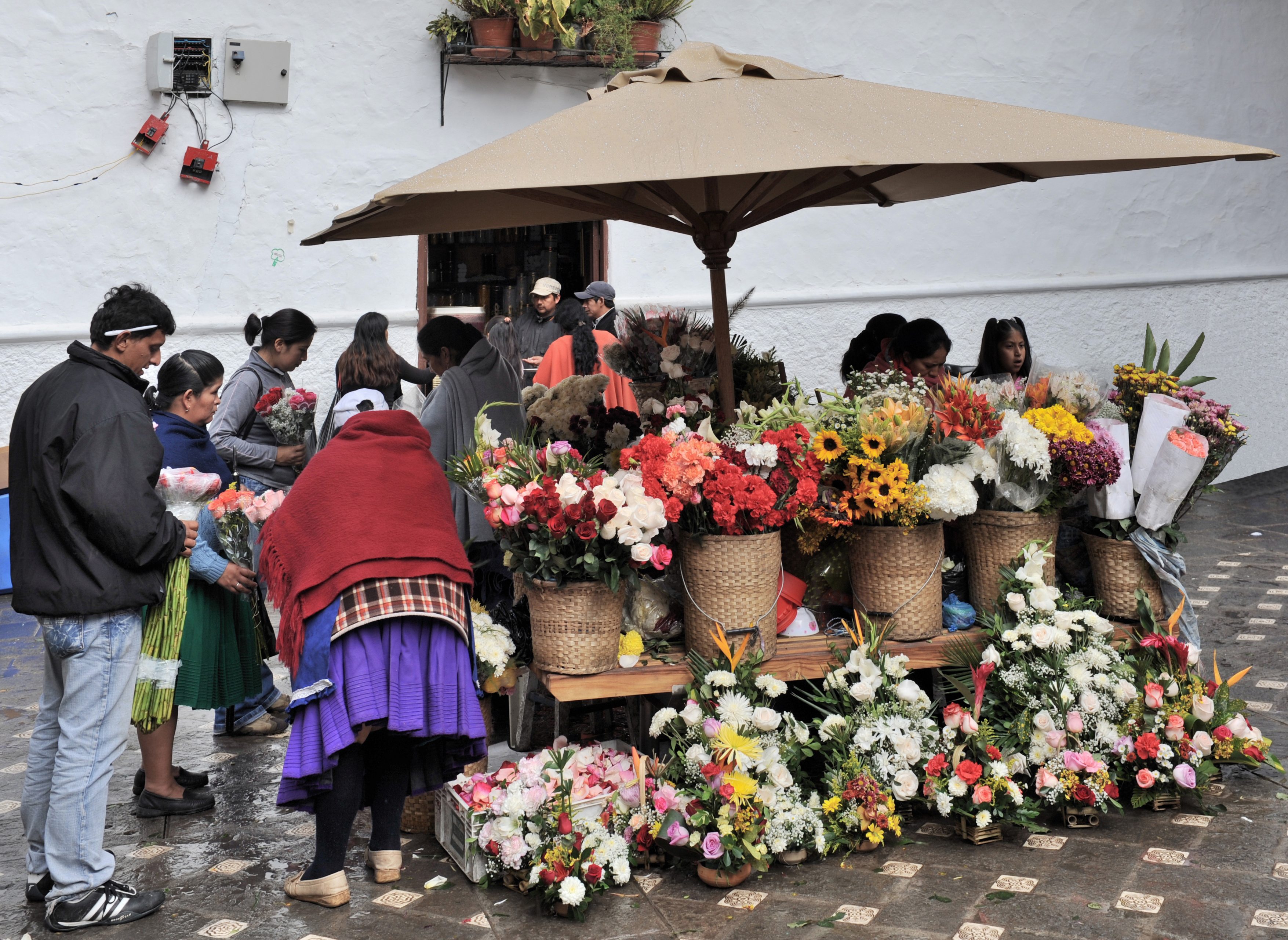
La Plaza de las Flores fue parte del desvío, de esta etapa

- Cuenca (Ruinas de Pumapungo)

Desvío: Flores o Mural
Flores: los equipos debían dirigirse en taxi hasta la Plaza de las Flores y realizar un arreglo floral igual al que se encontraba de referencia. Al lograr la conformidad del juez, recibirían la siguiente pista.
Mural: los equipos debían dirigirse en taxi hasta la Plaza del Otorongo para pintar un mural igual al que tenían de muestra. Al lograr la conformidad del juez, recibirían la siguiente pista.
Obstáculo: un integrante de cada equipo debía escalar la tela acrobática y ejecutar las figuras de: "La casa", "La cama", "La estrella" y "La caja". Cumplido el obstáculo recibirían la siguiente pista.
Multa: Juan y Ceci debían recoger unas mochilas que se encontraban al lado del buzón de pistas, y llevarlas a pie al Parque Inclusivo (ubicado en el Centro Cultural Circo Social). Una vez allí donarían las mochilas a los niños que encontrarán en el parque. Cumplida la multa podrían continuar en la carrera.
Tareas adicionales
- Al llegar al "Parque San Blas", los equipos debían buscar personas en la calle y pesarlas en una báscula, hasta sumar 1000 libras o 450 kilogramos. Al lograr la tarea, recibirían la siguiente pista.
- Al comenzar el sendero para llegar a la parada de esta etapa, los equipos debían activar su Gear Fit de Samsung en función cronómetro. Al llegar a las Ruinas de Pumapungo, los equipos debían decir el tiempo que duró su llegada hasta ese punto.

Ganadores: Christian & Dina
Eliminados: Stefanía & Felipe

### Etapa 9 (Cuenca → Galápagos)

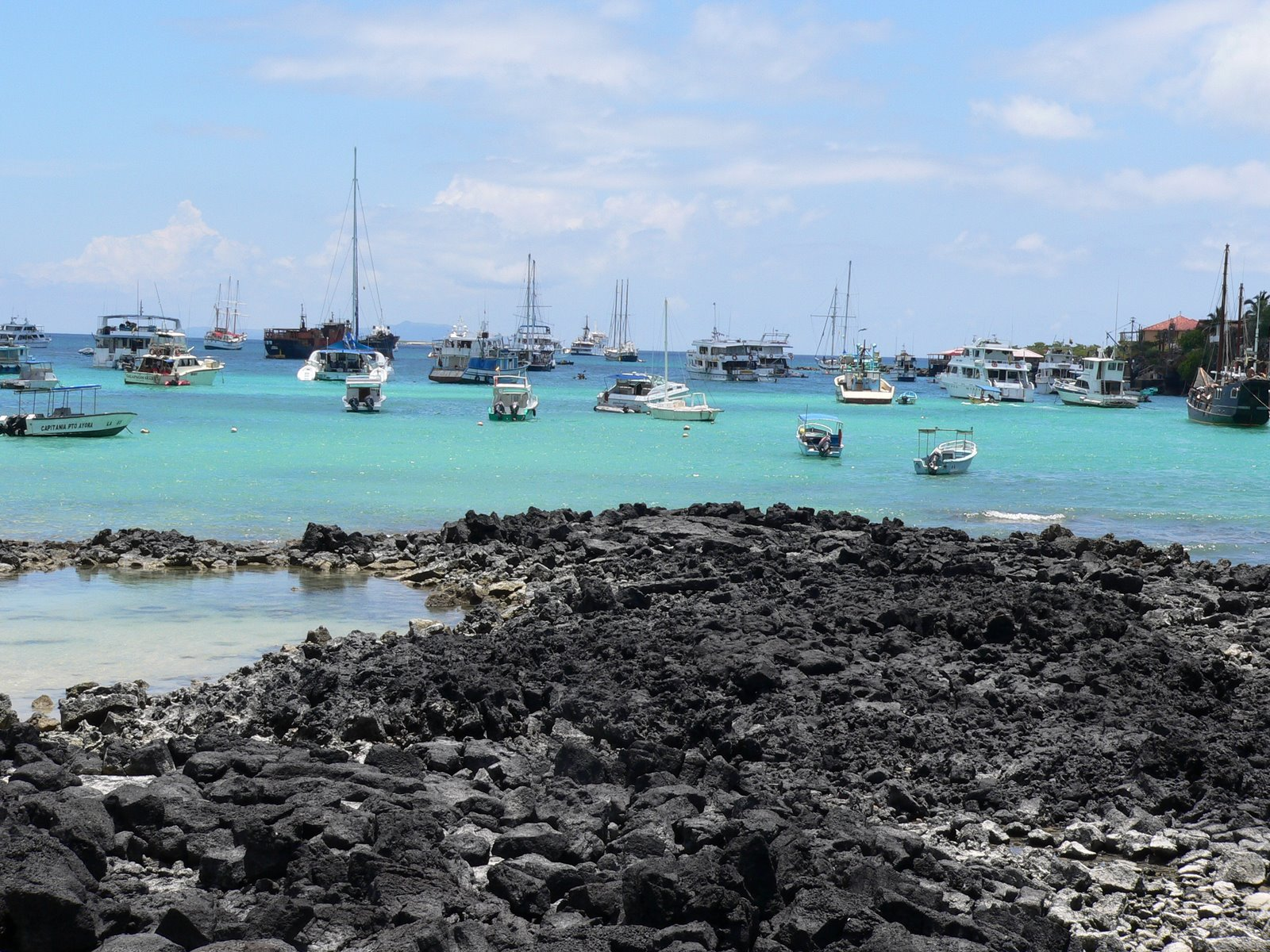
Puerto Ayora formó parte de un obstáculo, en esta etapa.

- Cuenca (Centro de Atención a Clientes Claro)
- Cuenca (Aeropuerto Mariscal Lamar) a Baltra, Islas Galápagos (Aeropuerto Seymour)
- Baltra, Islas Galápagos (Canal Itabaca)
- Santa Cruz, Islas Galápagos (Muelle Municipal de Puerto Ayora)
- Santa Cruz, Islas Galápagos (Playa de los Alemanes)
- Santa Cruz, Islas Galápagos (Vívero del Parque nacional Galápagos)
- Santa Cruz, Islas Galápagos (Finca El Manzanillo)
- Santa Cruz, Islas Galápagos (Playa El Garrapatero)

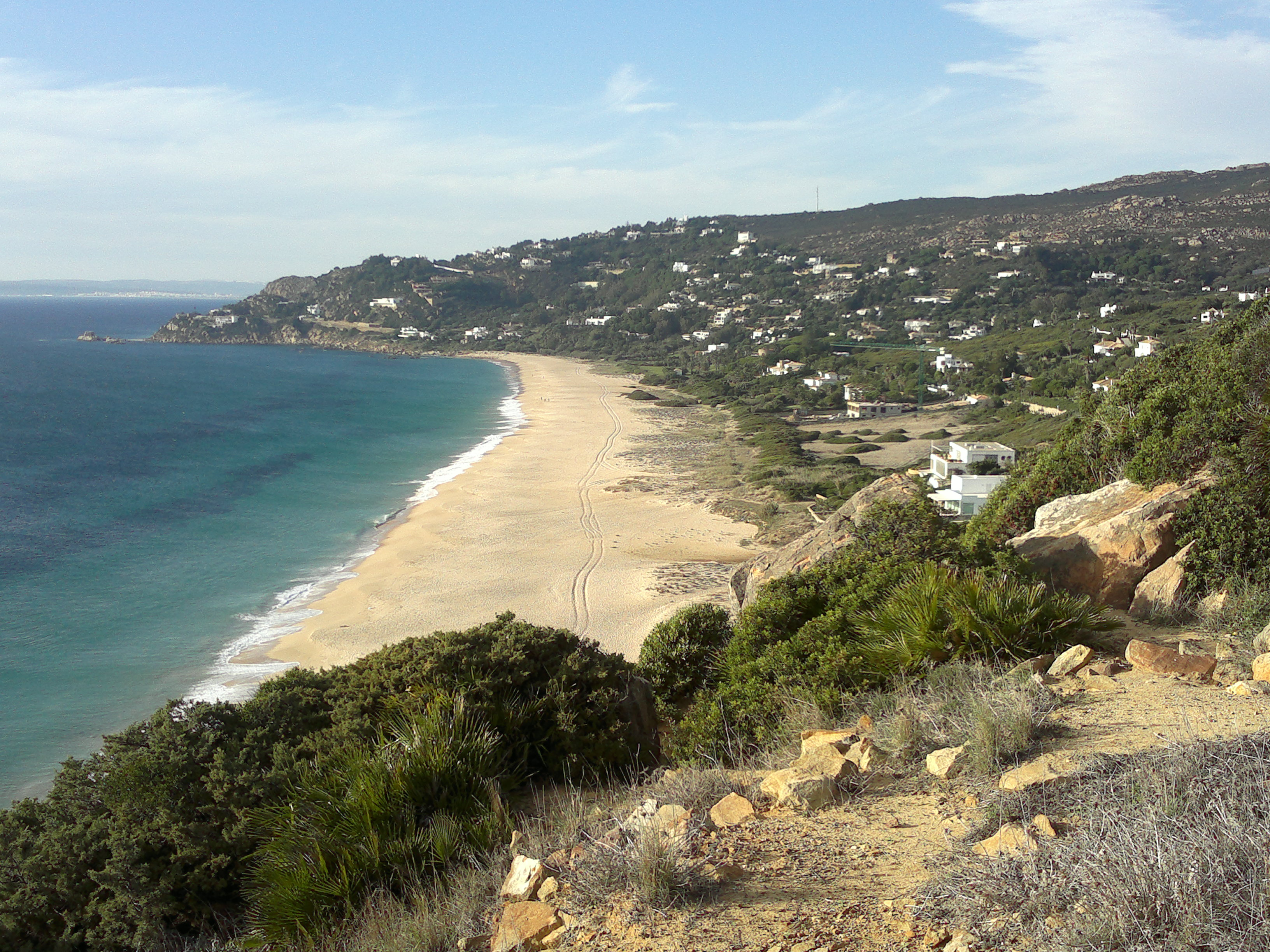
En la Playa de los Alemanes, los equipos debían responder preguntas relacionadas con el viaje de Charles Darwin a Galápagos

Obstáculo 1: los equipos debían trasladarse en uno de los botes señalizados hasta la Bahía de Franklin, al llegar el integrante que haya decidido realizar el obstáculo debía sumergirse en el océano y buscar el alga artificial con los colores de The Amazing Race para canjearla por la siguiente pista.
Obstáculo 2: el integrante que no realizó el obstáculo anterior, debía reforestar el área establecida y sembrar 10 árboles de Scalesia. Para ello debían llevar de dos en dos árboles desde el Vívero Forestal hasta el Área de Acopio. Cumplido el obstáculo recibirían una tablet de CNT con la siguiente pista.
Tareas adicionales
- Los equipos al llegar al Centro de Atención a Clientes Claro, debían buscar en Internet el territorio ubicado en las coordenadas especificadas (1°20′ de latitud norte y 1°0′ de latitud sur, y los 89° y 92° de longitud occidental). Al obtener el lugar correcto, un juez fiscalizaría la tarea y les entregaría la siguiente pista.
- Al llegar a Galápagos, los equipos debían remar un kayak por el Canal Itabaca hasta la isla Santa Cruz, una vez allí se dirigirían al Muelle Municipal de Puerto Ayora, donde encontrarían la siguiente pista.
- En la Playa de los Alemanes, los equipos debían responder un cuestionario de 5 preguntas relacionadas con la importancia de las Islas Galápagos para la humanidad. Para ello tendrían que buscar las respuestas ubicadas en unas banderas en la playa y entregarlas al juez, quien aprobaría la tarea y les entregaría la siguiente pista.

Preguntas

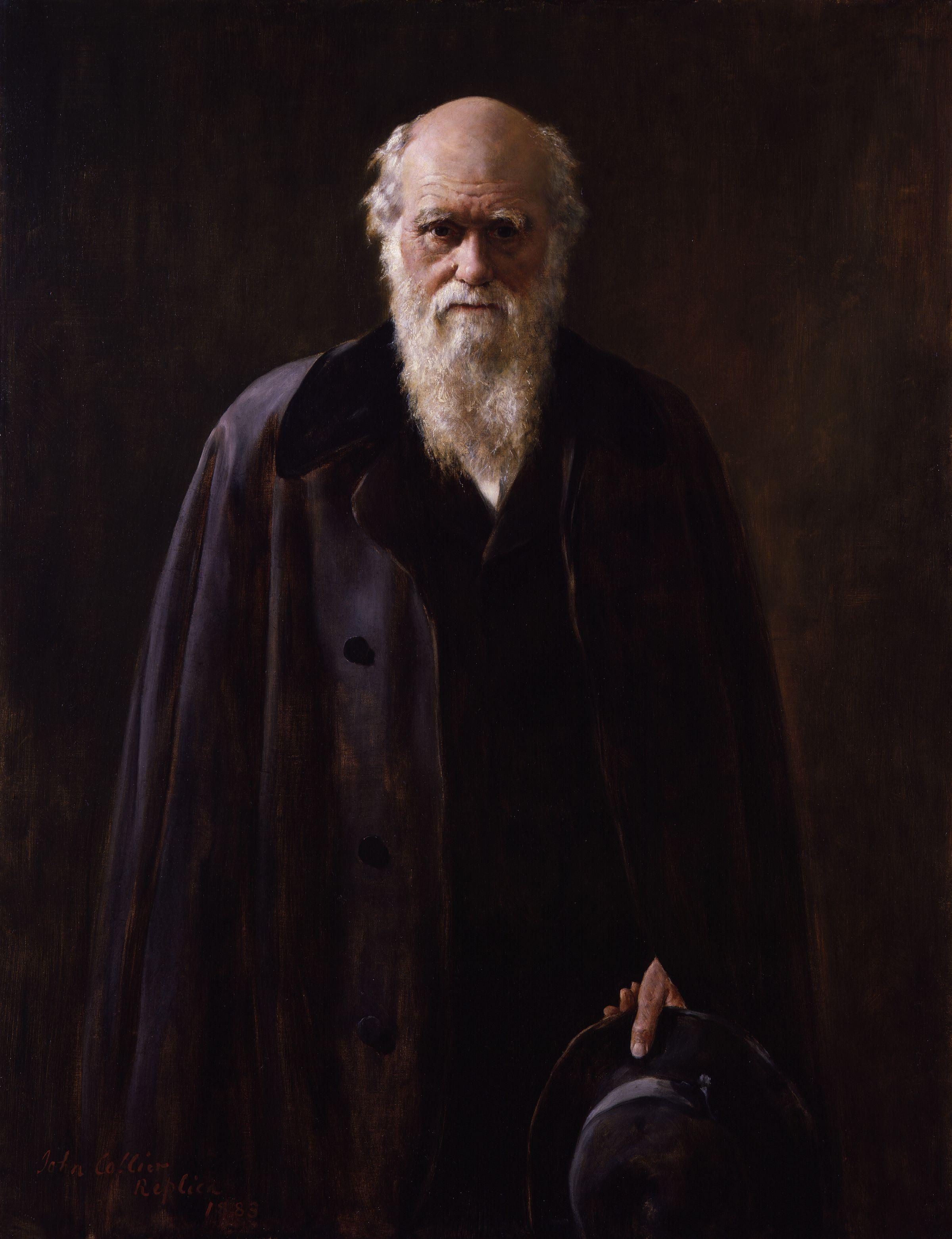
Las preguntas eran relacionados con las investigaciones realizadas en la Islas Galápagos por Charles Darwin.

- Las Islas Galápagos inspiraron una teoría que cambio al mundo, ¿cuál fue esa teoría?

a) Recombinación
b) Reproducción
c) Evolución
- ¿Qué descubrió Darwin después de su visita a las Islas Galápagos?

a) Como mutan las tortugas 
b) De donde provenimos como especie
c) De donde vienen los pelícanos
- ¿Qué cambió con el viaje de Darwin a las Islas Galápagos?

a) El pensamiento científico
b) El pensamiento biológico
c) El pensamiento astronómico

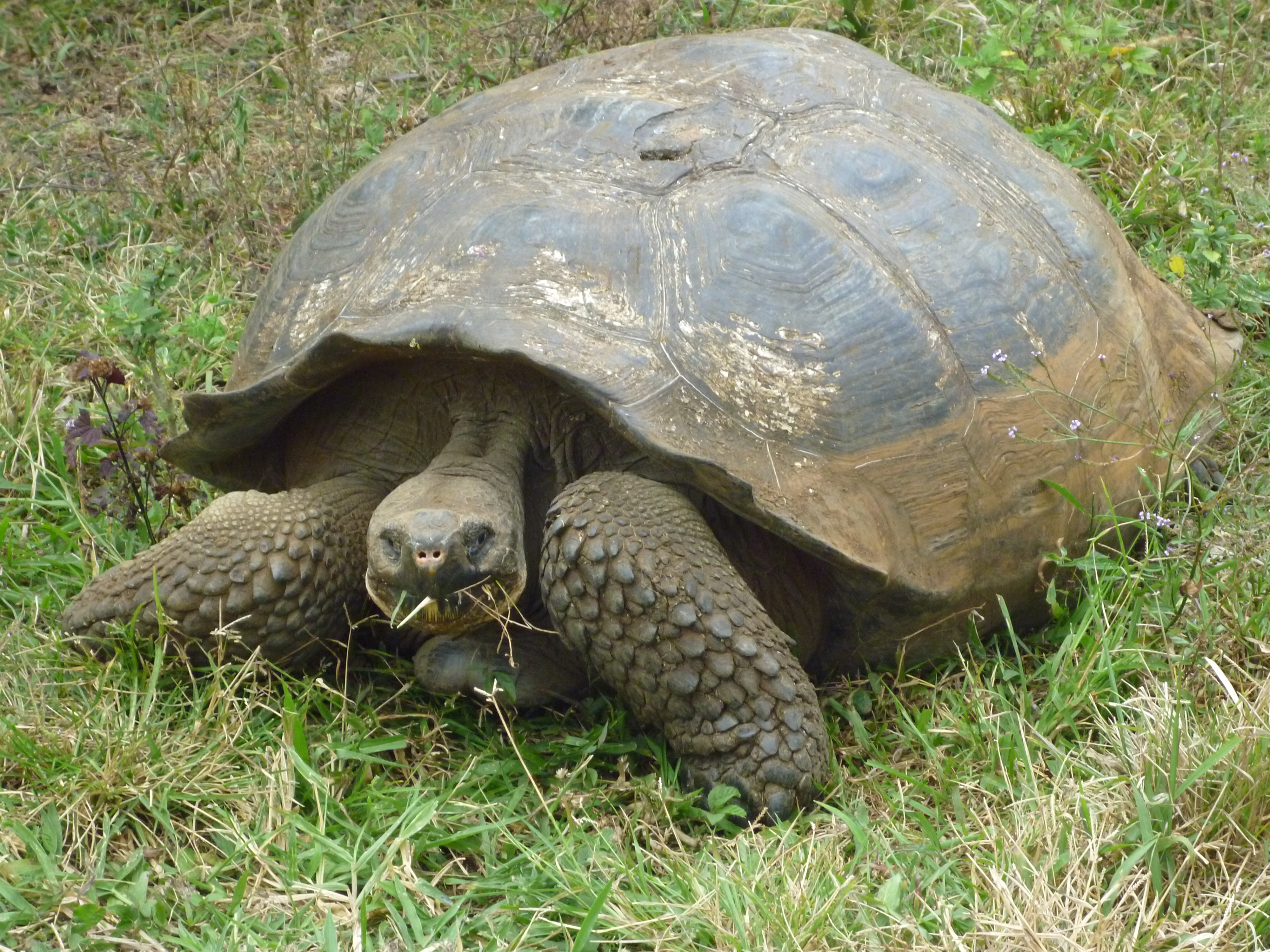
Los equipos debían tomarse una selfie con una "Tortuga Galápagos".

- El concepto de la selección natural se basa en:

a) La supervivencia del más fuerte
b) La supervivencia del más apto
c) La supervivencia del más listo
- ¿Cuál es el nombre de la embarcación que sirvió para la expedición de Darwin?

a) Leander
b) Nao Victoria
c) HMS Beagle
- En la Finca "El Manzanillo", los equipos debían buscar una de las tortugas Galápagos que se encontraban en la Finca y tomarse una selfie utilizando la cámara Dual del Samsung Galaxy S5. Al obtener la imagen, se la mostrarían al juez que les daría a cambio la siguiente pista.

Ganadores: Nicolas & Javier
Con multa: Martín & Jenny

### Etapa 10 (Galápagos → Salinas)

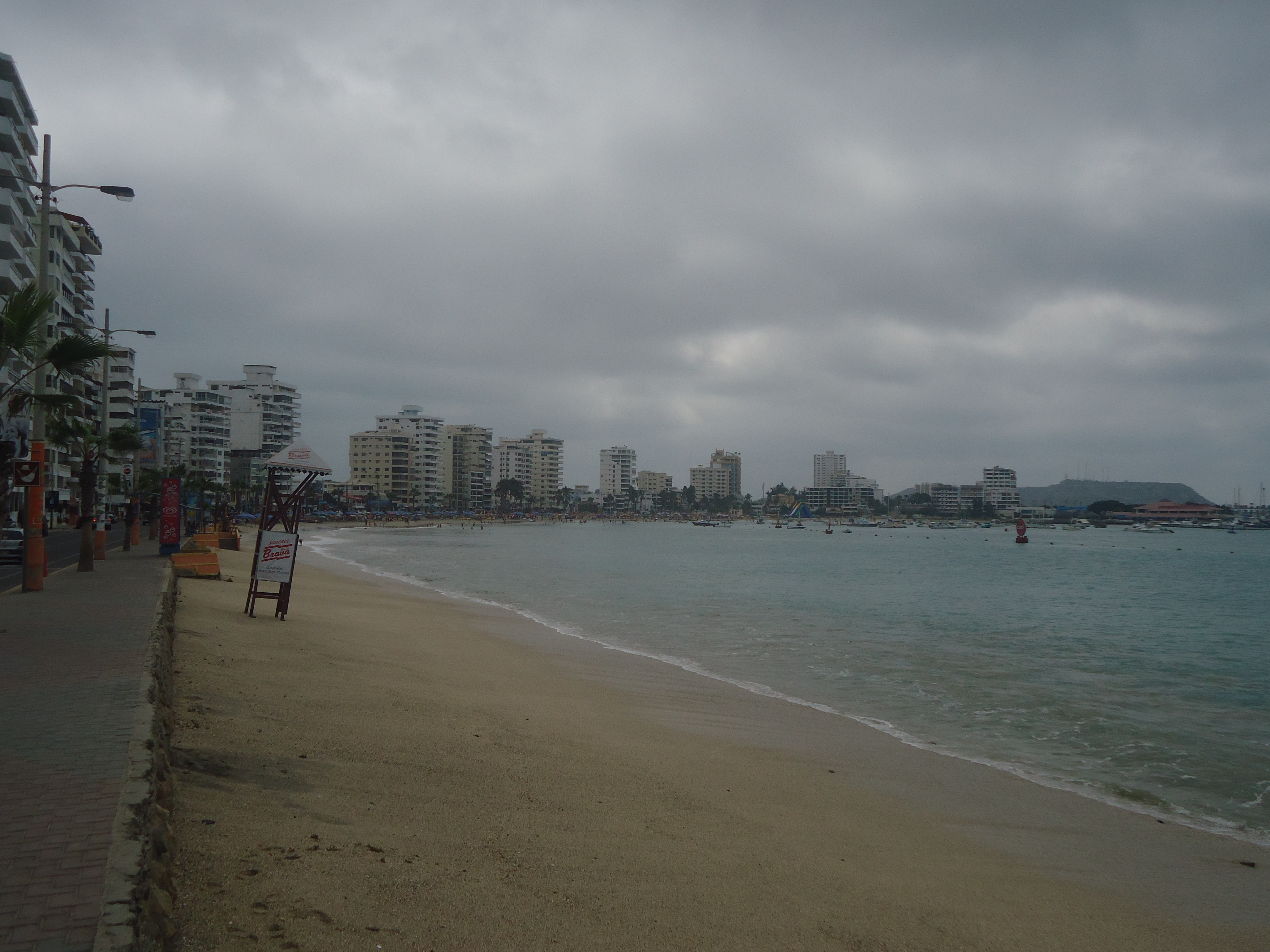
Playa Chipipe fue el lugar del obstáculo, en esta etapa.

- Baltra, Galápagos (Aeropuerto Seymour) a Guayaquil (Aeropuerto Internacional José Joaquín de Olmedo)
- Guayaquil (Terminal Terrestre) a Salinas
- Salinas (Playa de San Lorenzo)
- Salinas (Malecón de la Playa Chipipe)
- Salinas (Playa Chipipe)
- Salinas (Reserva de fauna marina Puntilla de Santa Elena - Playa La Chocolatera - Mirador El Faro)

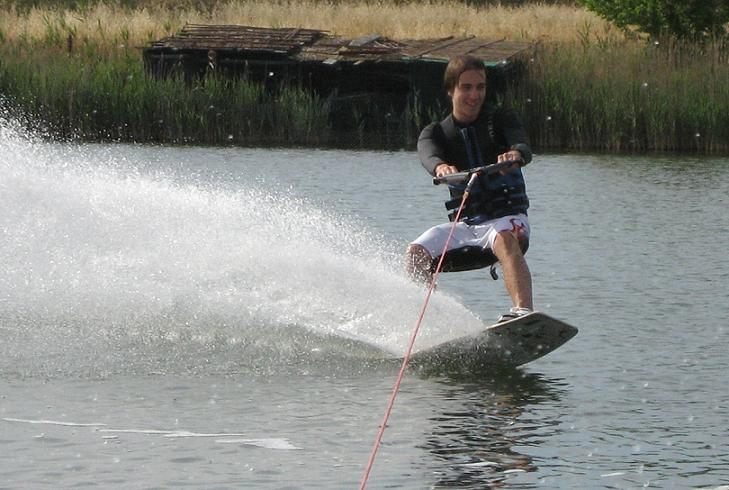
En el obstáculo, un integrante debía realizar el wakeboard.

Desvío: Estacionar o Remar
Estacionar: Los equipos debían nadar hasta el lugar señalizado y trasladar 3 ciclonautas hasta el estacionamiento ubicado en la playa. Realizado el desvío recibirían la siguiente pista.
Remar: Los equipos debían ir y volver remando en zig-zag hasta la tercera boya CLARO, en uno de los kayak dobles dispuestos en la orilla de la playa. Al finalizar con éxito el recorrido, recibirían la siguiente pista.
Multa: Martín y Jenny debían subir a "La Bestia" (una lancha grande) y permanecer sobre ella hasta que el juez aprobará la tarea y puedan continuar en la carrera.
Obstáculo: Un integrante de cada equipo debía subirse a una tabla de wakeboard y mantenerse de pie por un minuto. Al lograrlo recibirían la siguiente pista.
Tareas adicionales
- Al llegar a Salinas, los equipos debían buscar en la playa de San Lorenzo un puesto ambulante señalizado donde conseguirían la siguiente pista.
- Después del desvío, los equipos debían pedalear un carricoche por el Malecón de la Playa Chipipe. Al llegar, los equipos debían buscar un teléfono inteligente Samsung Galaxy S5 con la siguiente pista.
- En la playa Chipipe (antes del obstáculo), los equipos debían disparar melones con una catapulta hasta derribar dos torres de baldes. Superada la prueba recibirían la siguiente pista.

Ganadores: Juan Carlos & Giovanni
Eliminados: Martín & Jenny

### Etapa 11 (Salinas → Montañita)

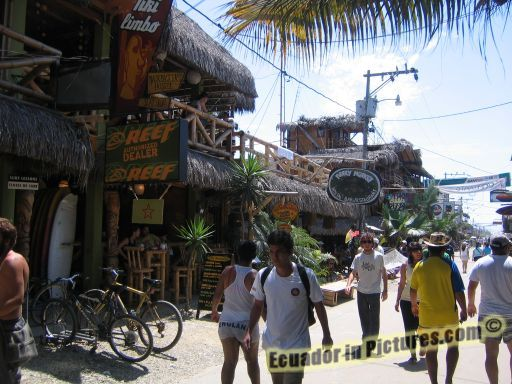
La comunidad Montañita fue el lugar visitado durante esta etapa.

- Santa Elena (Terminal Terrestre) a Comunidad de Montañita
- Montañita  (Malecón - Tabla de Surf)
- Montañita  (discoteca Caña Grill o discoteca Natíva Bambú)
- Montañita  (Hotel Balsa Surf Camp)

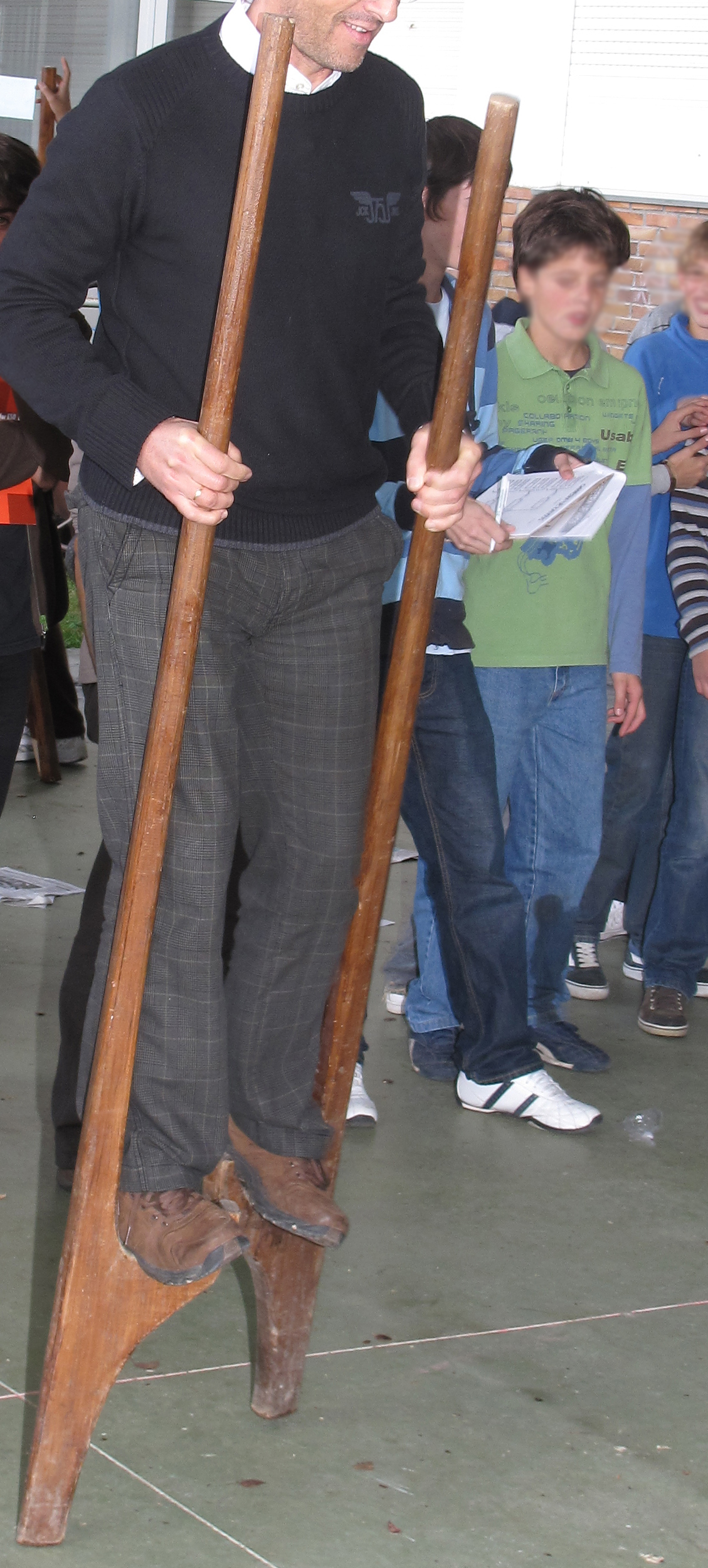
Para llegar a la parada de esta etapa, los equipos debieron utilizar zancos.

- Montañita  (Playa Ayangue)
- Montañita  (Playa de Olón)

Desvío: Bartender o Disco Dancer
Bartender: los equipos debían dirigirse a pie hasta la discoteca Caña Grill. Una vez allí debían apilar 7 copas de coctel en una pirámide y usar una pila de vasos mezcladores para llenar cocteles rojos y amarillos en cada copa simultáneamente (3 rojos y 4 amarillos). Esto debía hacerse de modo que los colores no se mezclaran. Al conseguir la aprobación del juez recibirían la próxima pista.
Disco Dancer: los equipos debían dirigirse a pie hasta la discoteca Nativa Bambú y aprenderse la coreografía que se les enseñaría uno de los bailarines y que luego debían presentarla en escena. Antes de bailar, debían girar una ruleta. Dependiendo de lo que haya salido en la ruleta, los equipos debían ponerse el vestuario correspondiente. Al conseguir la aprobación de los 3 jueces (obteniendo como mínimo 12 puntos y como máximo 15) recibirían la próxima pista. La canción utilizada fue "La vaina de Jaime", interpretada por Jaime Arellano quien además participó en dicha tarea.
Obstáculo: Un integrante de cada equipo debían desembarcar mercancía ubicada en una embarcación atascada en el mar y trasladarla hasta el espacio señalizado en la costa. La mercancía no podía tocar el agua. Al completar el obstáculo recibirían la siguiente pista. Este obstáculo debían hacerlo Dina, Javier, Juan Carlos y Juan.
Tareas adicionales
- Al llegar a Montañita, los equipos debían dirigirse a pie hasta la tabla de surf ubicada en el malecón, donde encontrarían tabletas de Claro con la siguiente pista.
- La pista de la tabla de Surf del malecón instruía a los equipos a buscar en las calles de Montañita al surfista con la próxima pista.
- En la playa de Olón, los equipos debían subir a un par de zancos cada uno, hasta llegar a la Playa de Olón donde sería la parada de esta etapa.

Ganadores: Juan Carlos & Giovanni
Eliminados: Christian & Dina

### Etapa 12 (Montañita → Manta)
- Parada de Montañita a Manta
- Manta (Hotel Oro Verde)
- Manta (Puerto de San Mateo)
- Manta (Base Naval del Cantón Jaramijó)
- Manta (Policía Nacional GIR)
- Manta (Cantón de Montecristi - Basílica Menor de la Virgen de Monserrat)
- Manta (Ciudad Alfaro)

Desvío: Bote o Stand Up Paddle
Bote: los equipos debían subir a uno de los botes señalizados y remar buscando los 30 pescados distribuidos en las embarcaciones señalizadas, que se encontraban en el puerto. Cada embarcación podía dar solamente 3 pescados. Una vez obtenida toda la mercancía, debían regresar al muelle para intercambiarla por la próxima pista.
Stand Up Paddle: cada uno de los integrantes de los equipos debía subir a una tabla de Stand Up Paddle (surf de remo) y buscar en las estaciones de boyas una pieza de un rompecabezas. Una vez recogida la pieza debían llevarla al muelle. Recogidas todas las piezas, debían juntarlas para armar la siguiente pista.
Obstáculo: los equipos debían subir a uno de los vehículos militares que los llevarían hasta la playa de la Base Naval. Una vez allí, el integrante que haya decidido realizar el obstáculo debía nadar hasta una boya remolcando una mochila (cubriendo una distancia de aproximadamente 200 metros) y regresar a la orilla para obtener la próxima pista, la cual estaba localizada dentro de la mochila.
Tareas adicionales:
- Los equipos debían ir a la Parada de Montañita y tomar un bus que los llevará hasta Manta y dirigirse en taxi hasta el Hotel Oro Verde. Una vez allí debían firmar en el libro de registros, que determinaría los horarios de salida de los equipos al siguiente día.
- Los equipos debían ir en un vehículo militar hasta la entrada de la Base Naval y dirigirse en taxi hasta la Policía Nacional GIR.
- En la Policía Nacional GIR, los equipos debían ir a pie hasta la pista de pentatlón. Una vez allí, cada integrante debía superar las diferentes estaciones del circuito del pentatlón. Superada la tarea, recibirían la siguiente pista.
- Cada uno de los integrantes de cada equipo debía armar una torre de 13 sombreros de paja toquilla y colocárselos en la cabeza. Luego debían dirigirse a pie hasta la parada en Ciudad Alfaro, y entregarle los sombreros a Toya y Jaime. Antes de caminar hacia la parada los equipos debían activar su Samsung Gear Fit, en la opción podómetro. Al llegar debían decir el número de pasos realizados hasta ese punto.

Ganadores: Nicolás y Javier
Último lugar: Juan & Ceci

### Etapa 13 (Manta → Guayaquil)
- Manta (Terminal terrestre) a Guayaquil
- Guayaquil (Plaza Pilsener)
- Guayaquil (Restaurante Casa Pilsener)
- Guayaquil (Canal TC)
- Guayaquil (Teatro Sánchez Aguilar)
- Guayaquil (Teatro Sánchez Aguilar - Sala Zaruma)
- Guayaquil (Parque Histórico de Guayaquil)  (Línea de meta)

Obstáculo: un integrante de cada equipo debía dirigirse hasta el estudio de grabación del programa Calle 7 y superar el exigente circuito de juegos. Superada la prueba, los equipos recibirían la próxima pista. En la tarea estuvo presente Jaime Arellano, quien hizo las veces de presentador.
Tareas adicionales
- Al llegar a Guayaquil, los equipos debían ir en taxi hasta la plaza Pilsener y buscar unos lagarteros (músicos locales) quienes les darían la próxima pista.
- En el restaurante Casa Pilsener, los equipos tenían que contar las fichas de póker de diferentes colores y valores, hasta obtener la cifra correcta. Cumplida la tarea recibirían la próxima pista.

| Color de Ficha | Valor |
| -------------- | ----- |
| Blancas        | 7     |
| Verdes         | 35    |
| Rojas          | 54    |
| Azules         | 99    |
| Valor final    | 80650 |

- Los equipos debían ir en taxi hasta el Teatro Sánchez Aguilar. Al llegar tenían que dirigirse a la Sala Principal del Teatro y buscar entre las butacas un ticket que los guiaría hasta su próximo desafío.
- En la Sala Zaruma, los equipos debían identificar entre 54 fotos a los 12 anfitriones de la carrera y ubicarlos en las tabletas Samsung, en el orden correspondiente a cada etapa. Al lograr con éxito la tarea, recibirían la última pista.

Ganadores: Juan Carlos y Giovanni.
Segundo lugar: Nicolás y Javier.
Tercer lugar: Cecilia y Juan.